# Biserica reformată din Vălenii

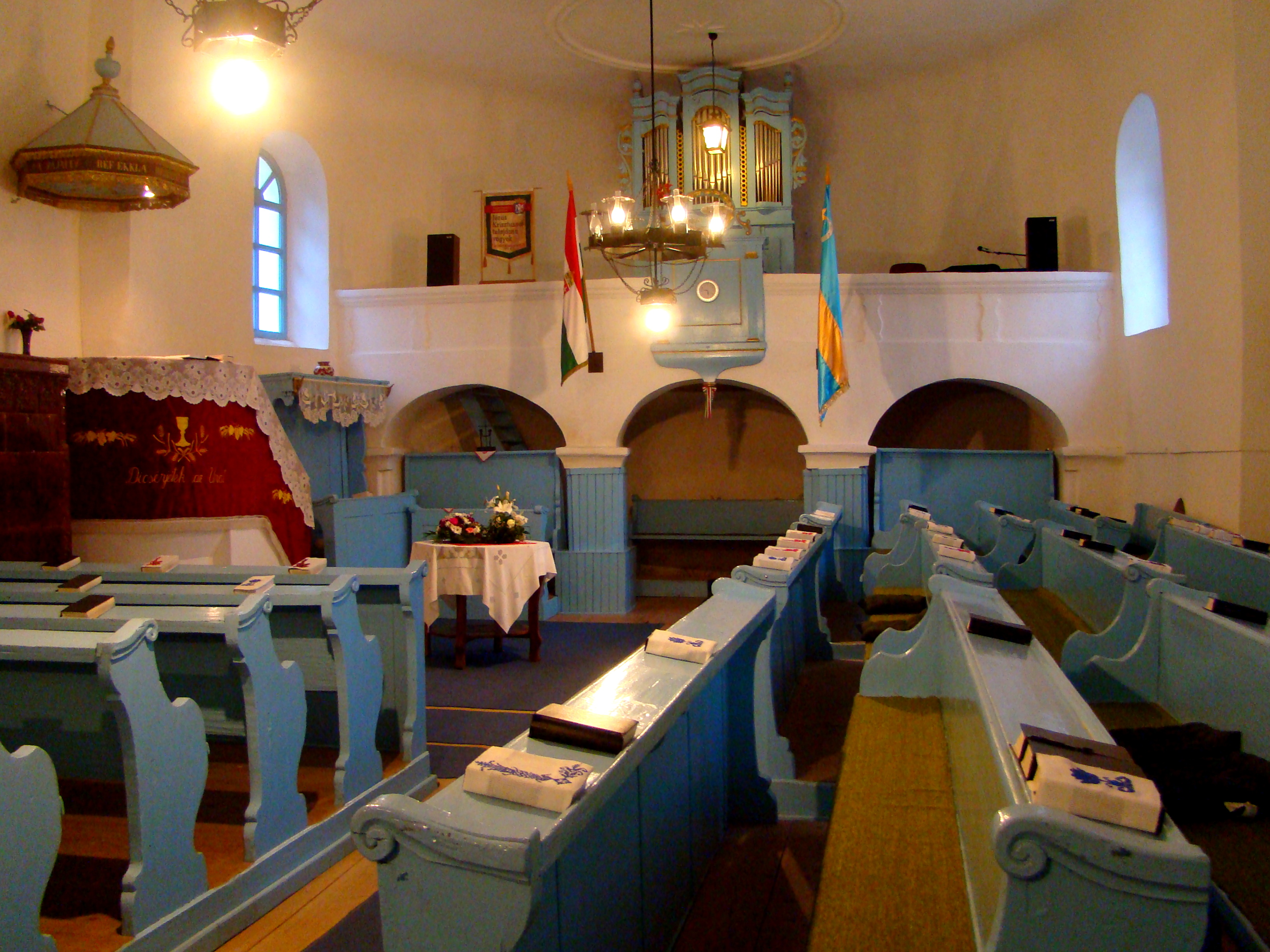
Interiorul navei

Biserica reformată din Vălenii este un monument istoric aflat pe teritoriul satului Vălenii, comuna Acățari.

## Localitatea
Vălenii (maghiară Székelyvaja) este un sat în comuna Acățari din județul Mureș, Transilvania, România. Menționat pentru prima dată în anul 1332.

## Biserica
A fost inițial biserică catolică construită în secolul al XII-lea. Preotul Gergely este menționat în lista dijmelor papale din anul 1332. Credincioșii catolici au trecut la calvinism în timpul Reformei, împreună cu biserica. Partea cea mai veche a bisericii este sanctuarul, cu închidere semicirculară, păstrând trăsăturile stilului romanic. Biserica a rămas fără turn timp de secole, clopotul ei, turnat în 1497, fiind amplasat într-o clopotniță separată. Clopotul păstrează inscripția inițială: „O Rex glorie veni cum pace 1497.” Turnul bisericii a fost construit în 1820; are la nivelul superior ferestre mari, cu oblon semicircular, și fante la nivelurile intermediare.
Suprafețele pereților din interiorul bisericii au fost decorate cu picturi murale, care au fost tencuite de reformați. Picturile murale datează de la sfârșitul secolului al XV-lea sau începutul secolului al XVI-lea. Balázs Orbán a relatat despre rămășițele picturilor murale. În prezent, fragmente de imagine excavate de sub tencuială pot fi văzute în două locuri.

## Imagini din exterior

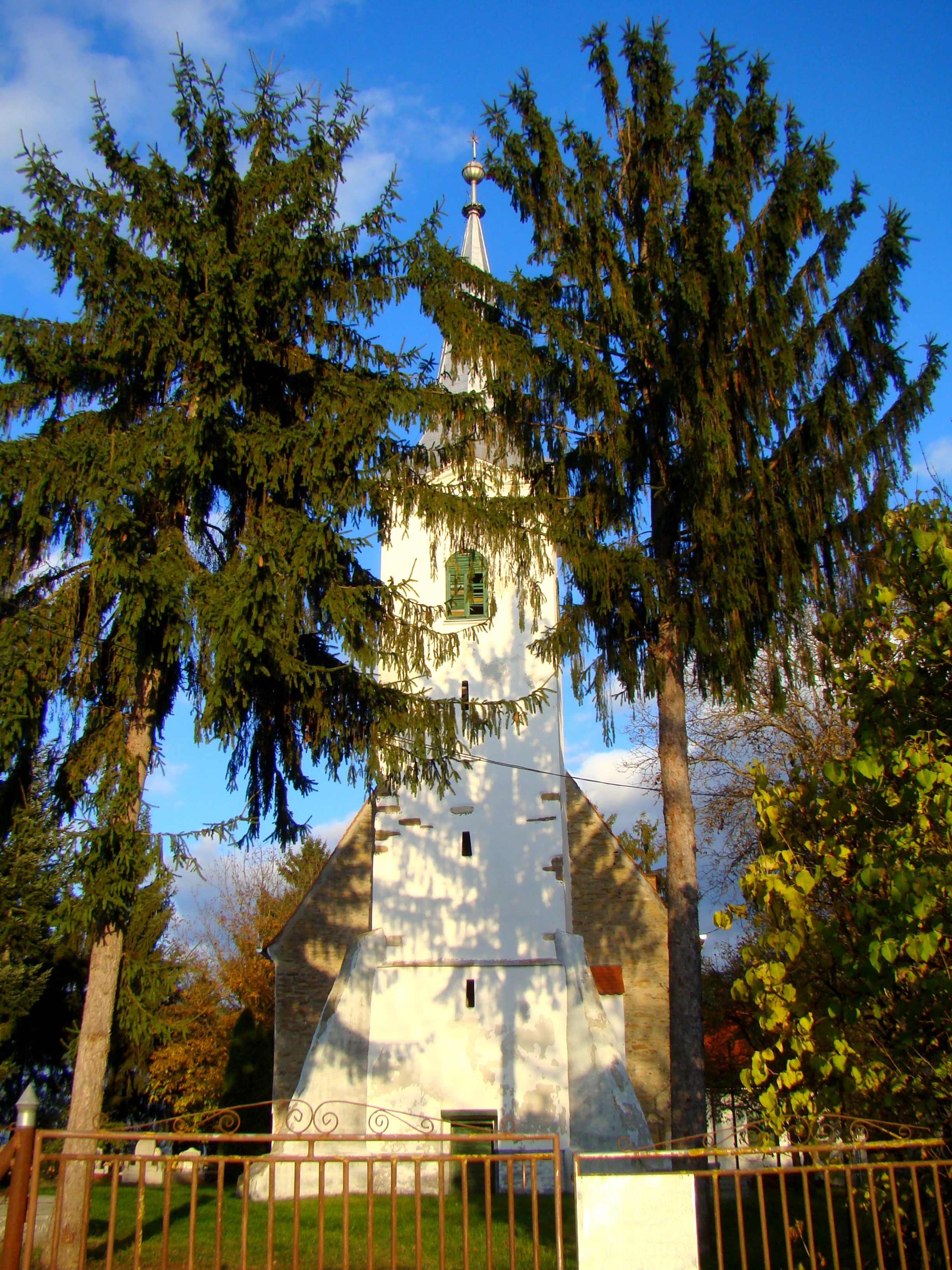
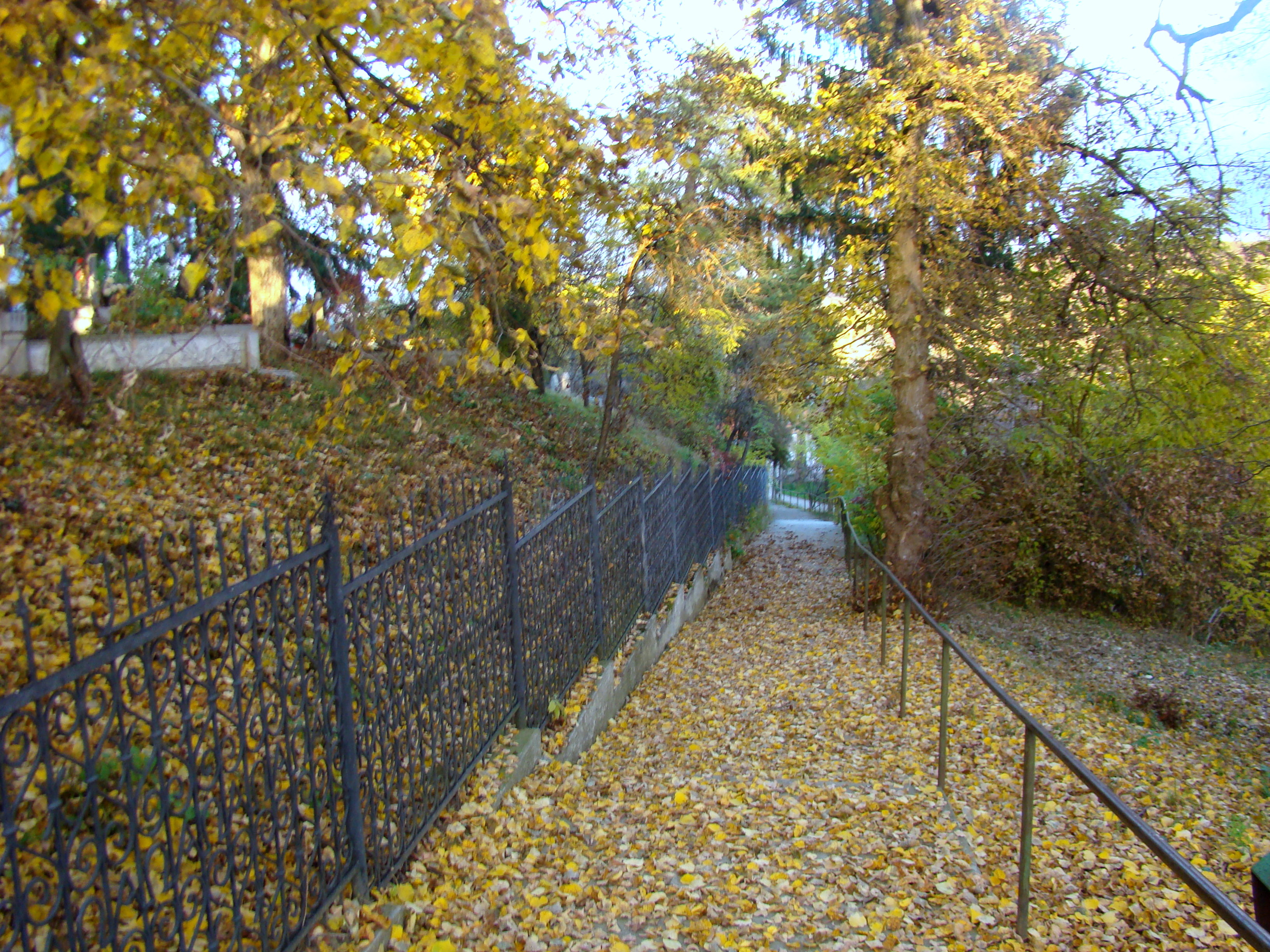
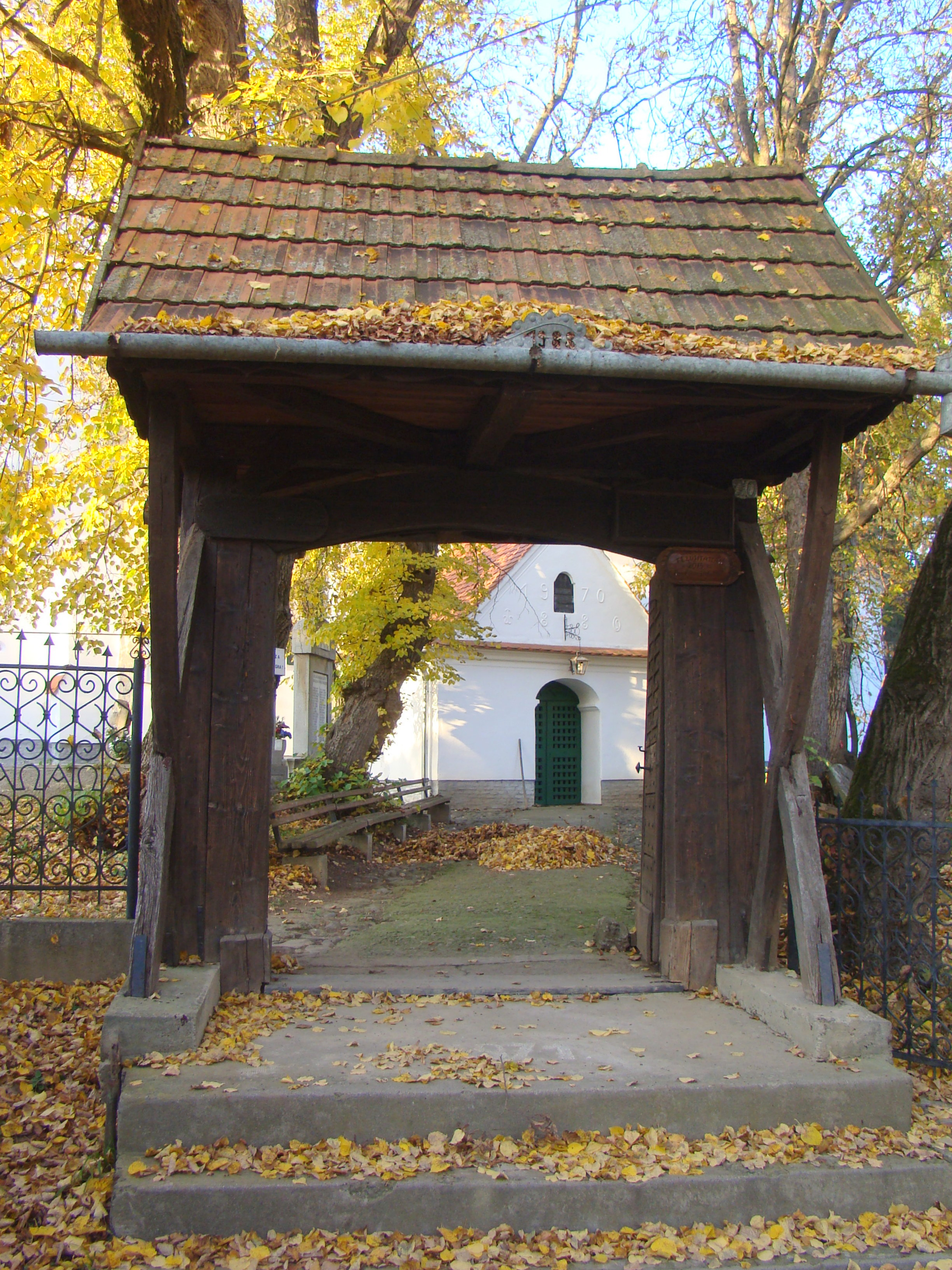
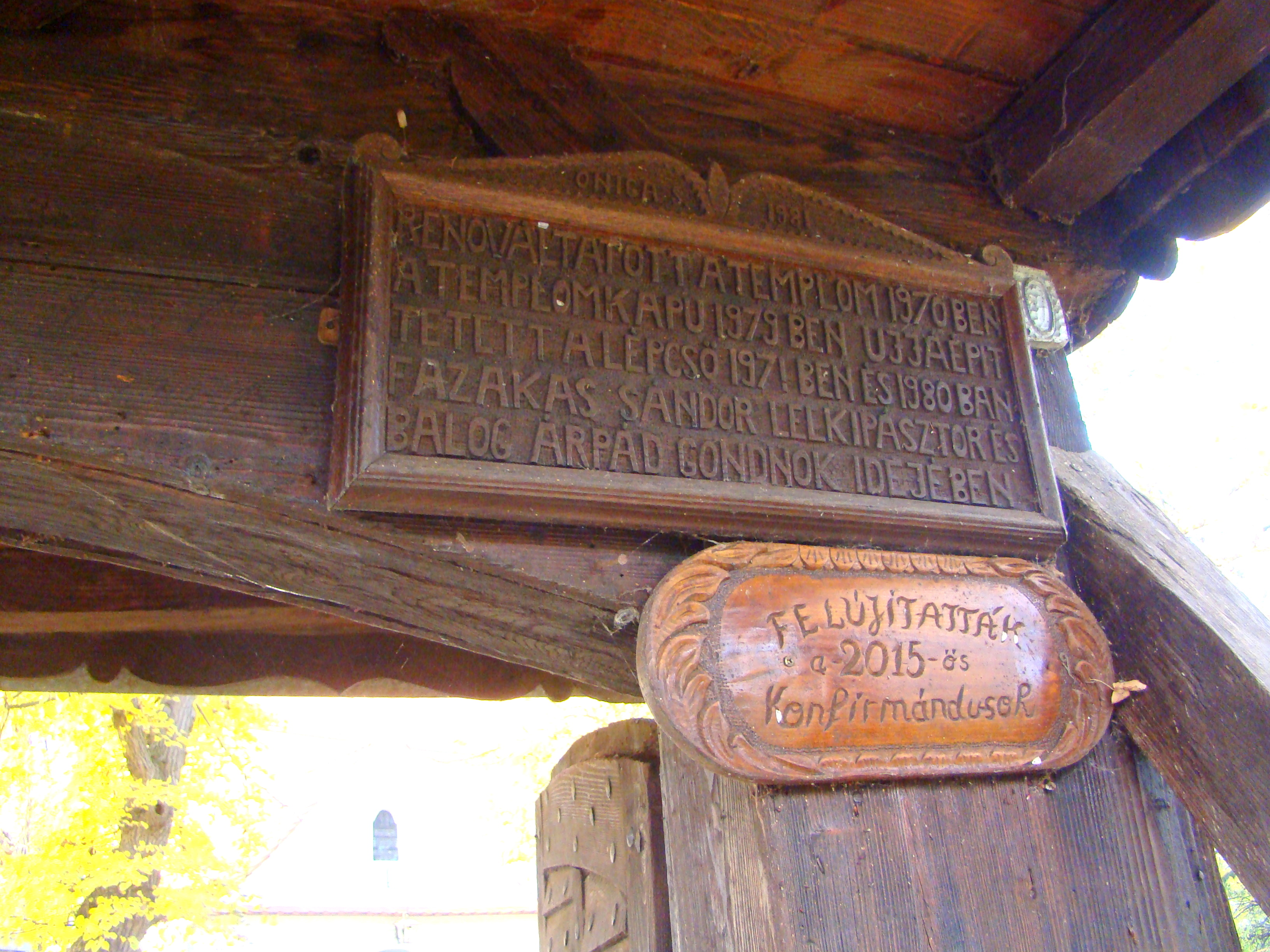
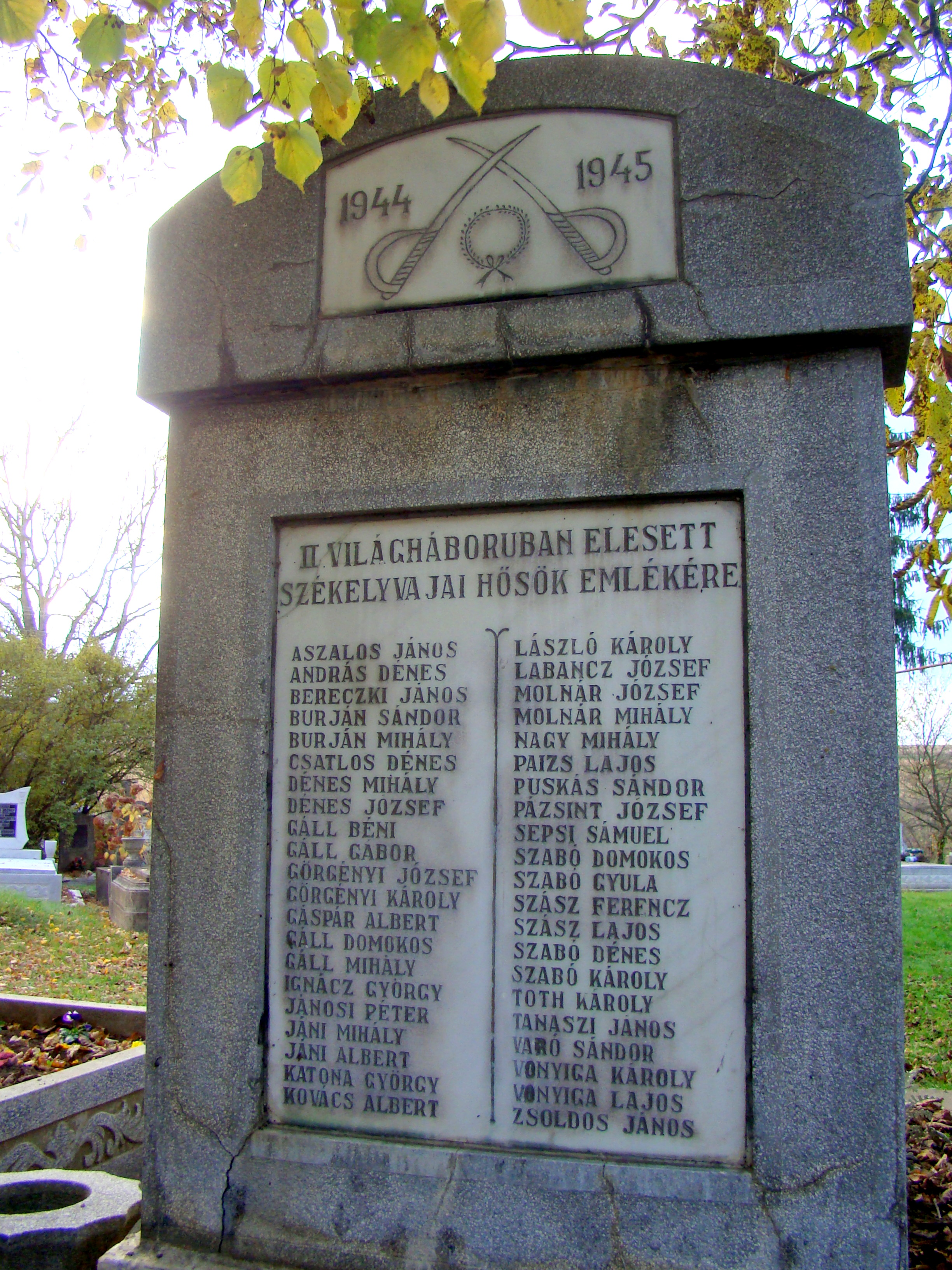
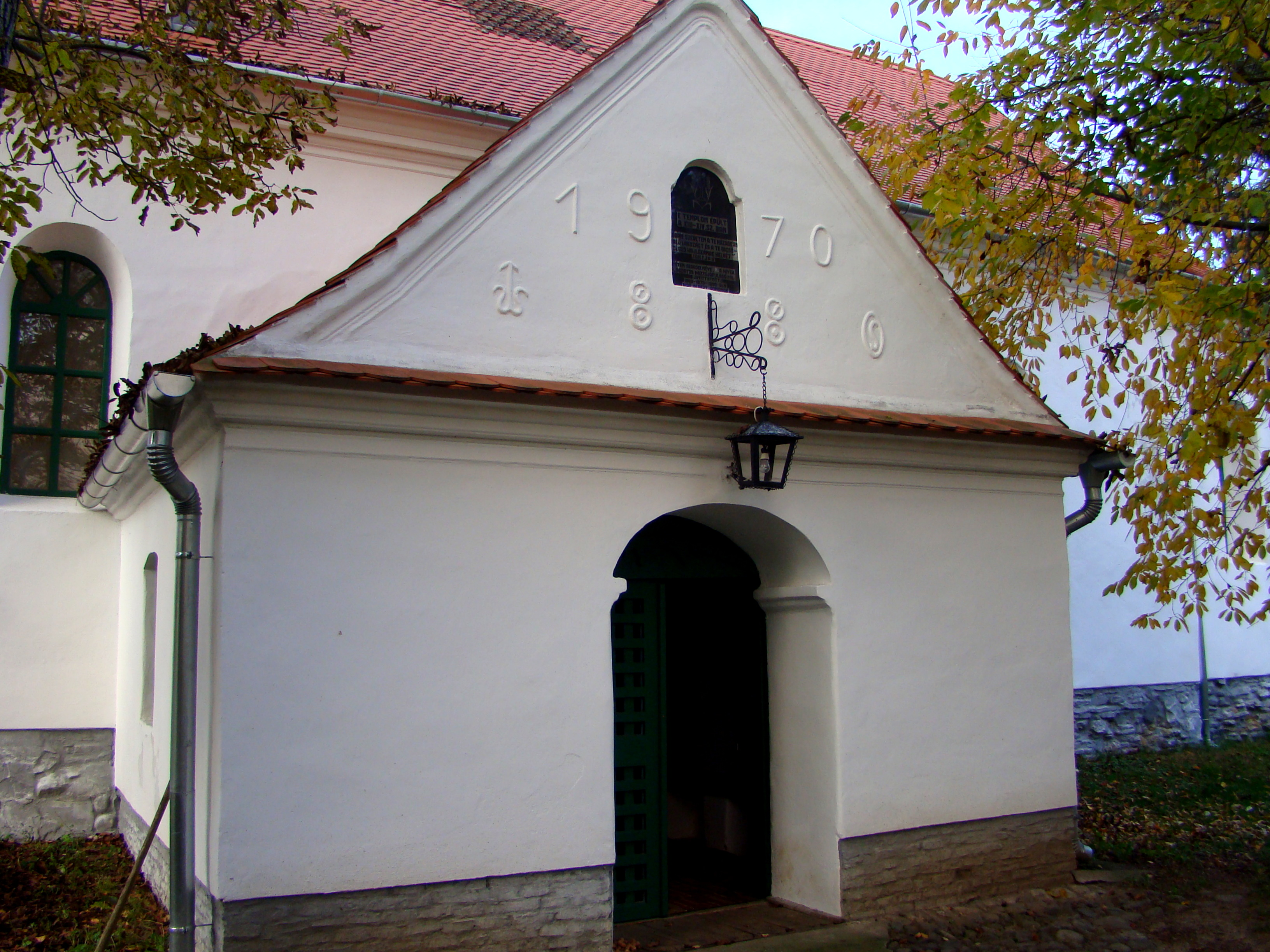
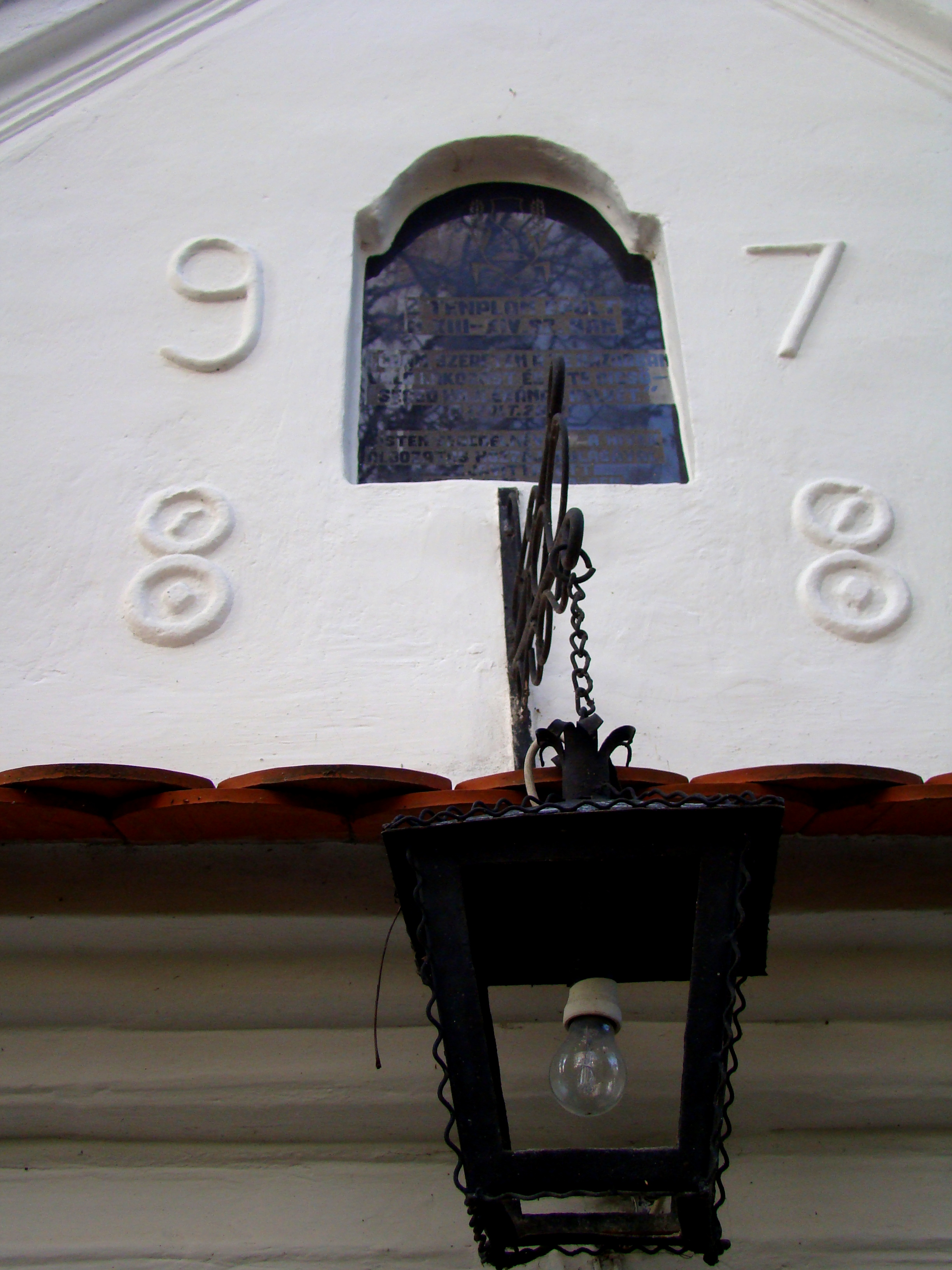
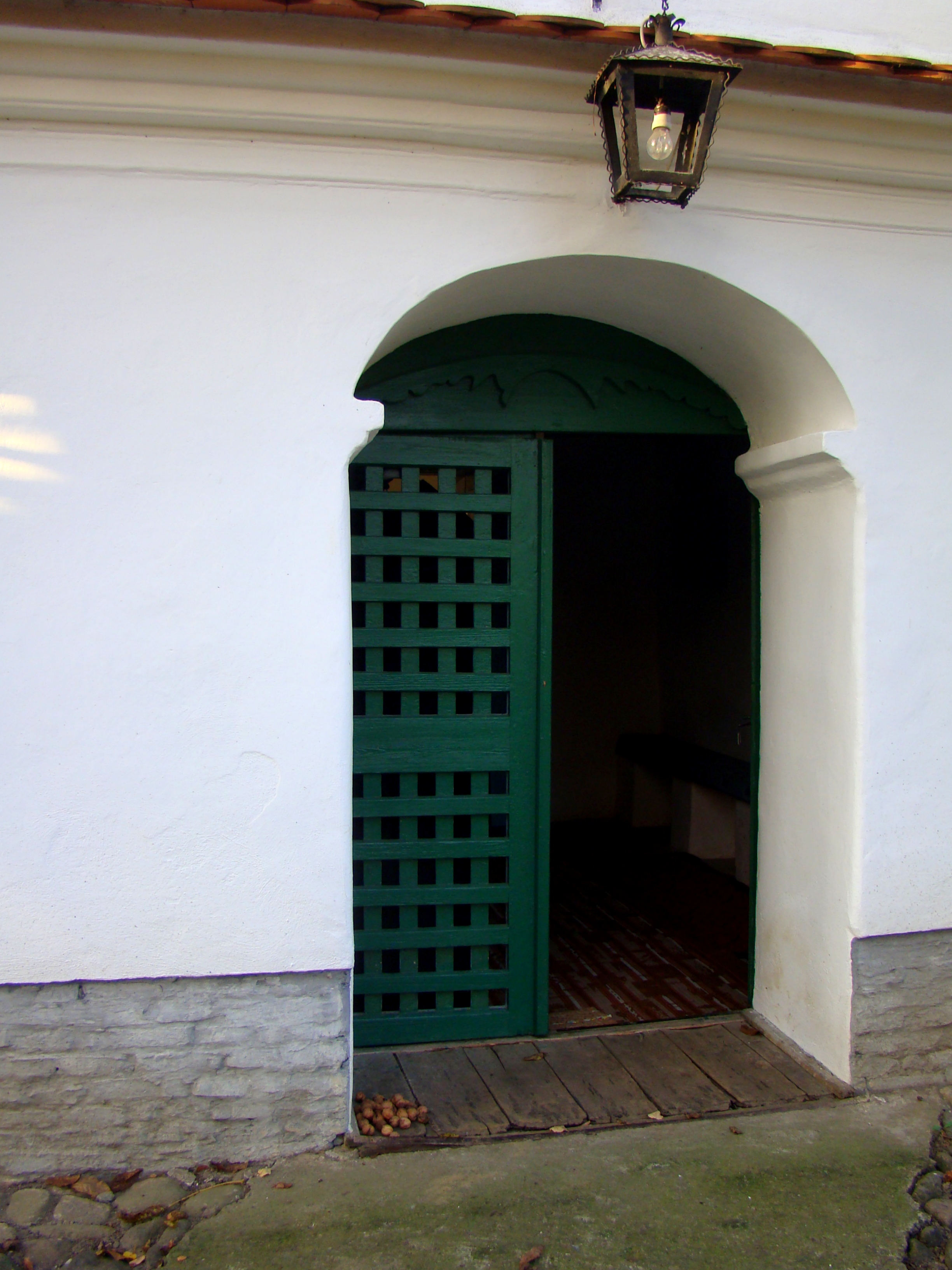
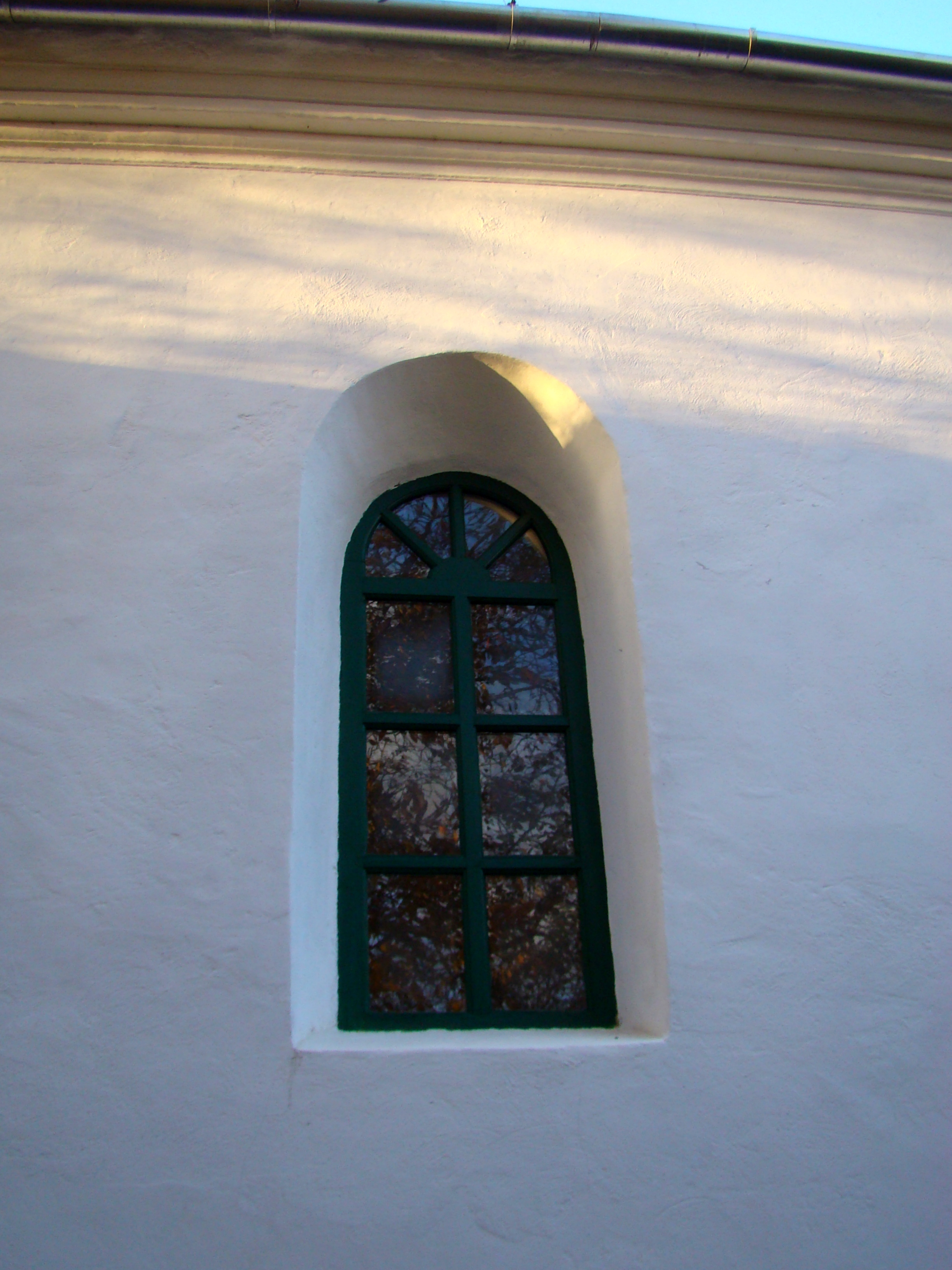
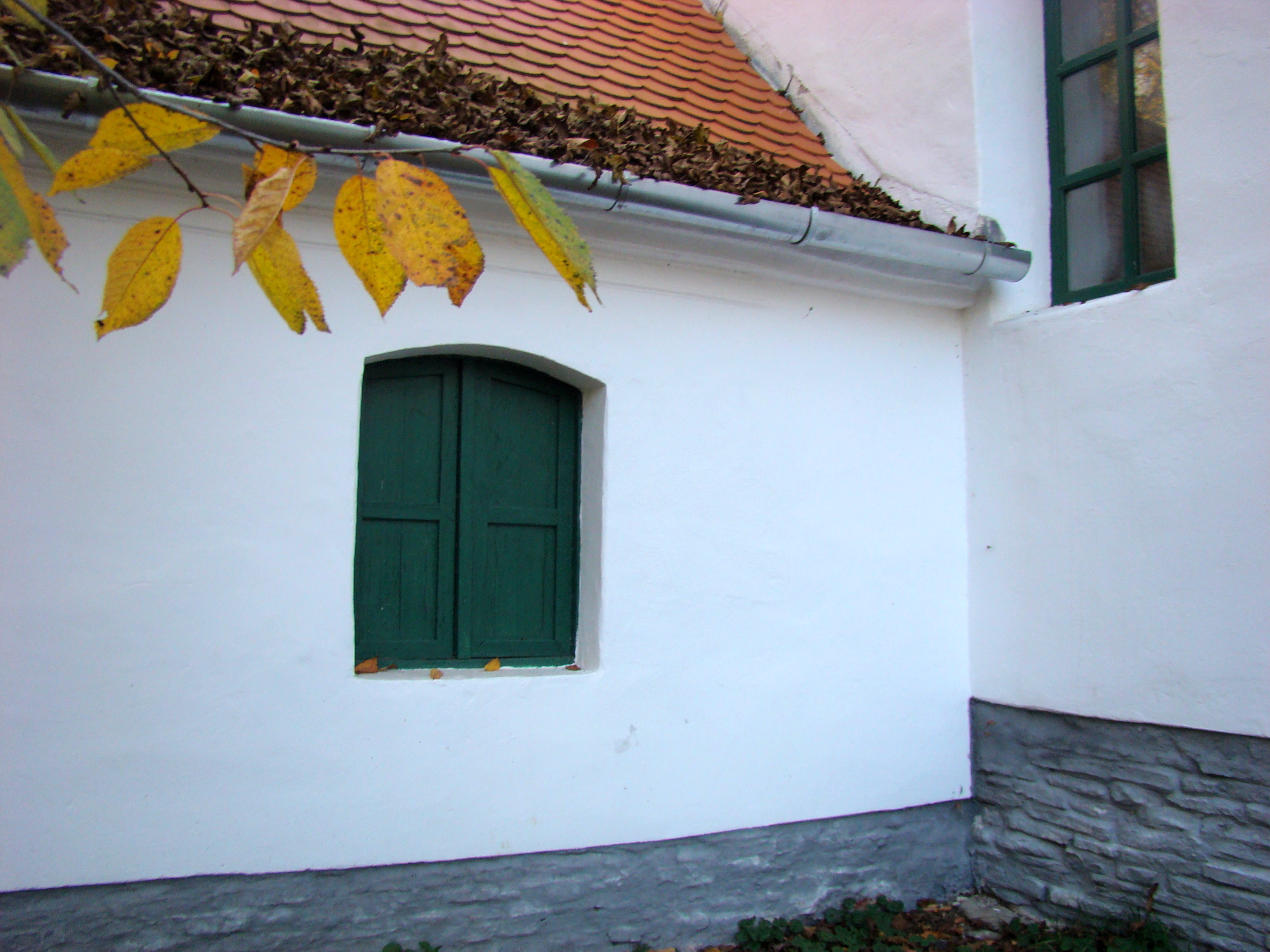
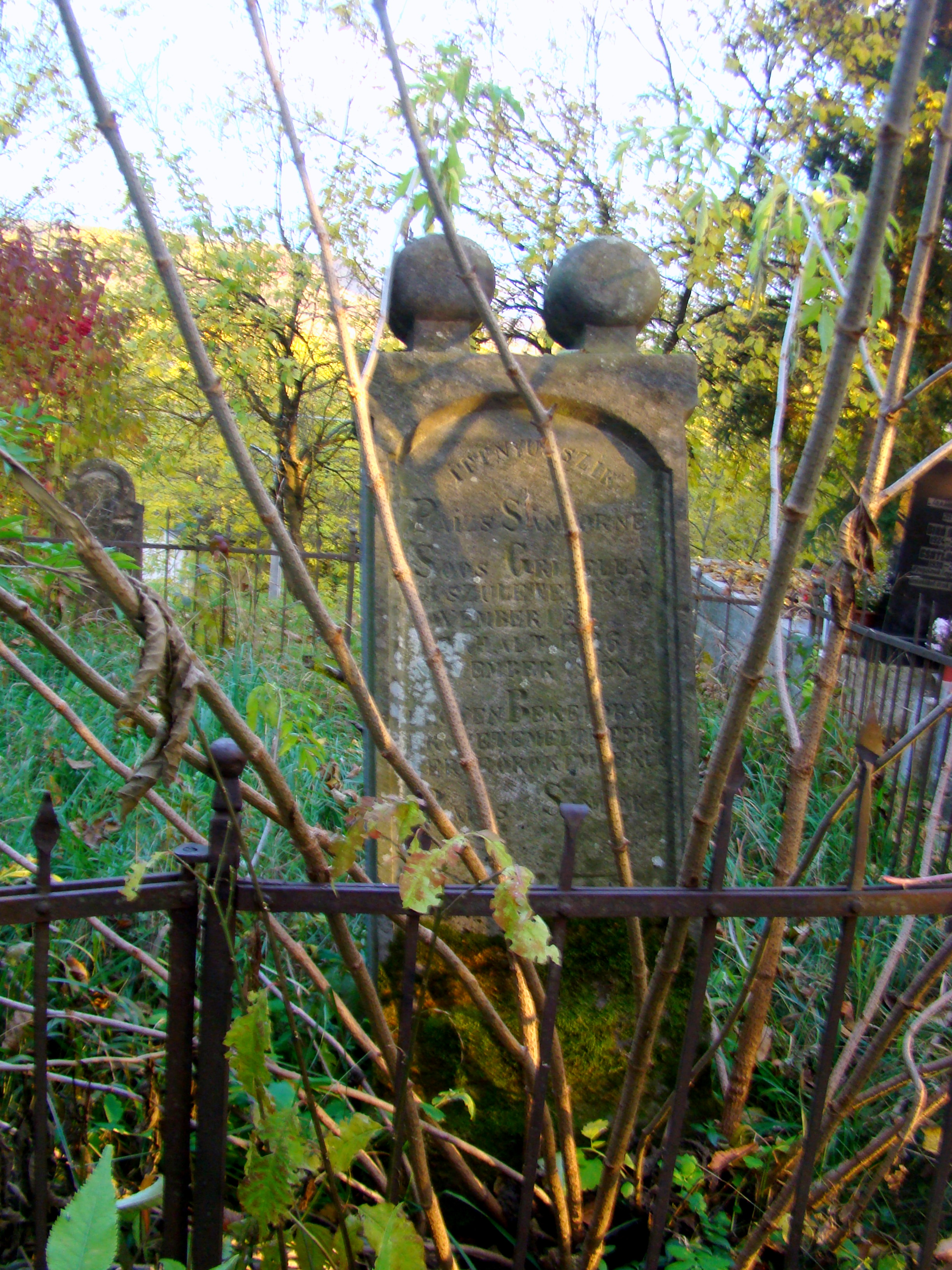
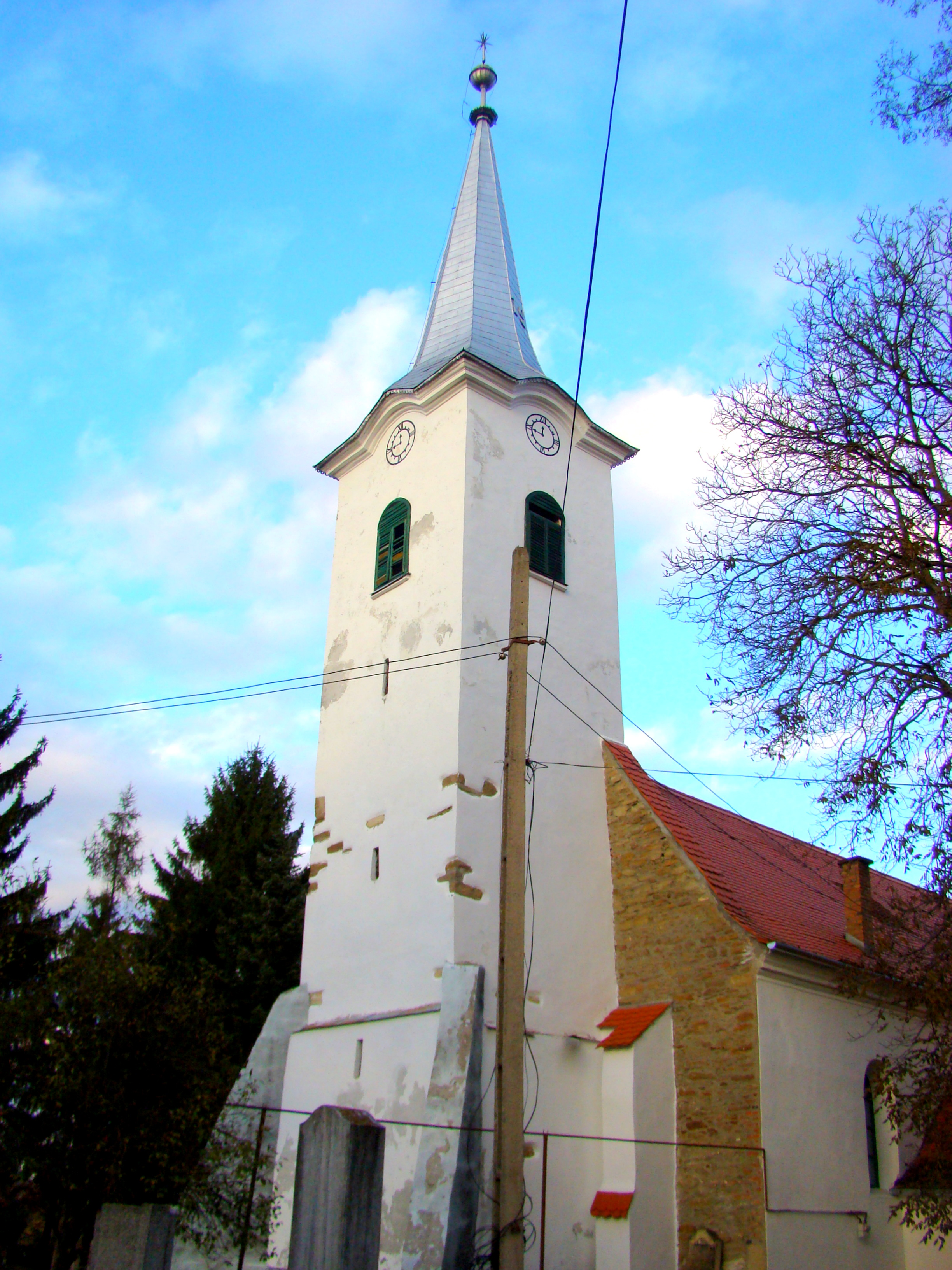
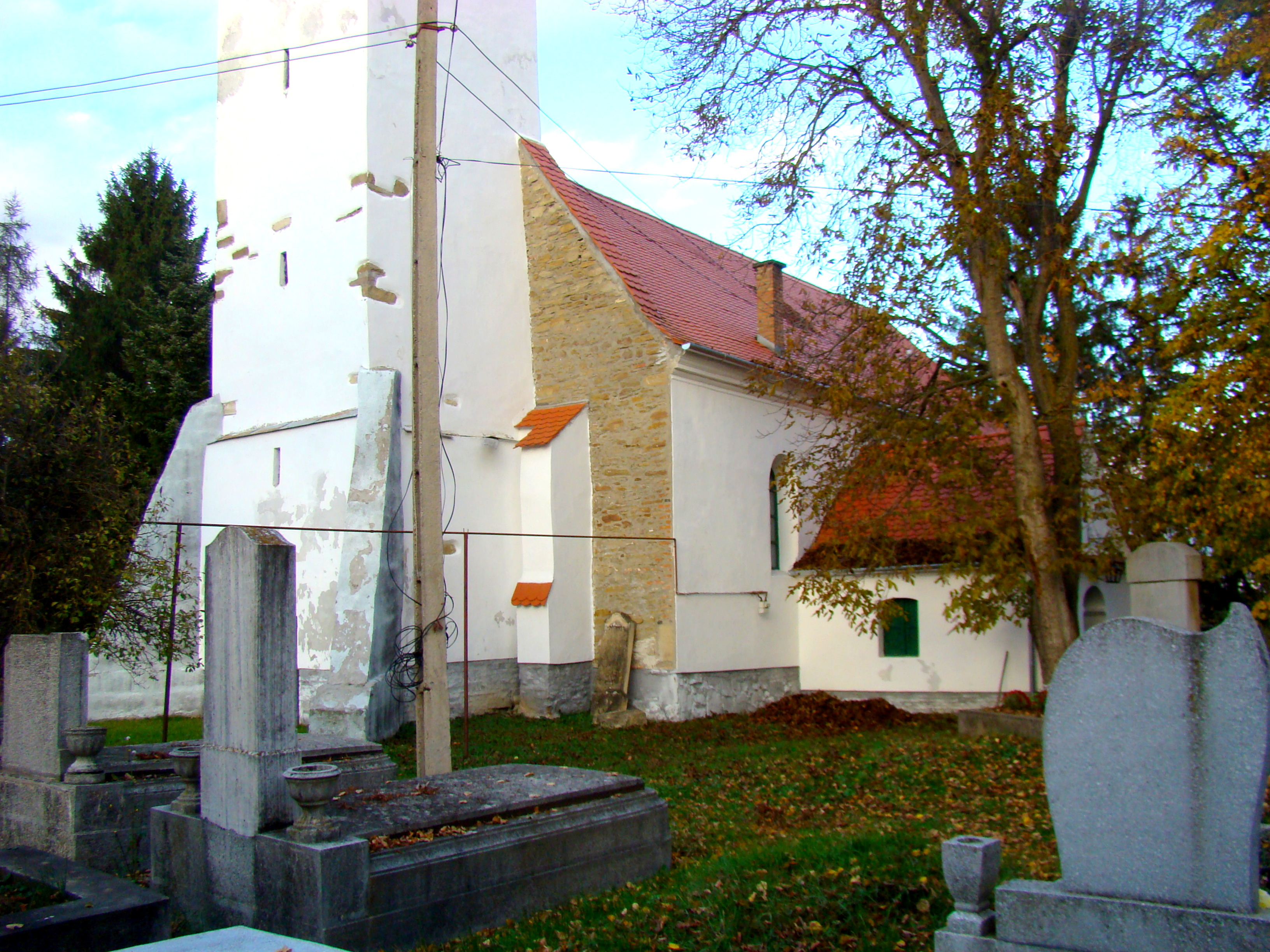
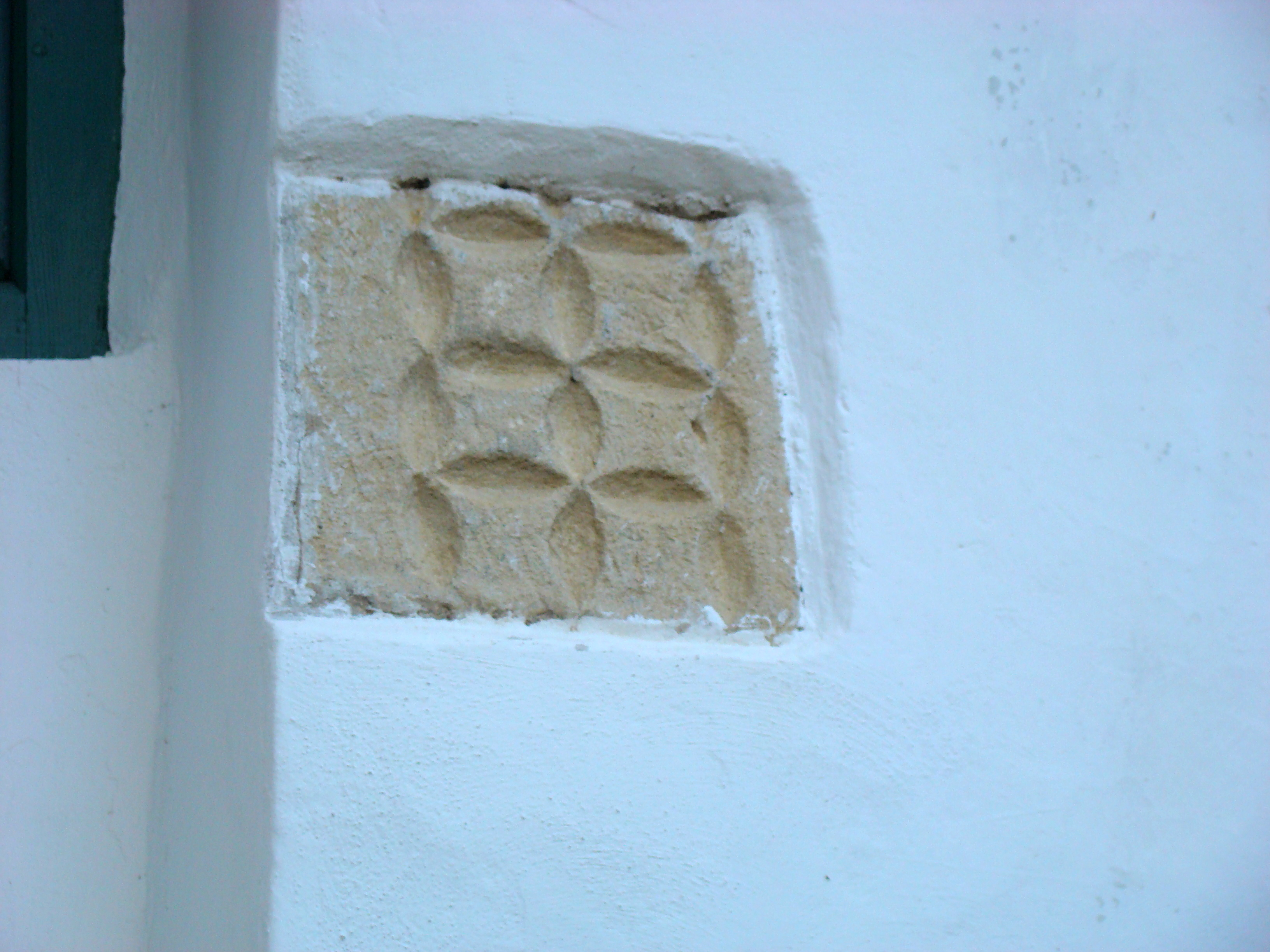
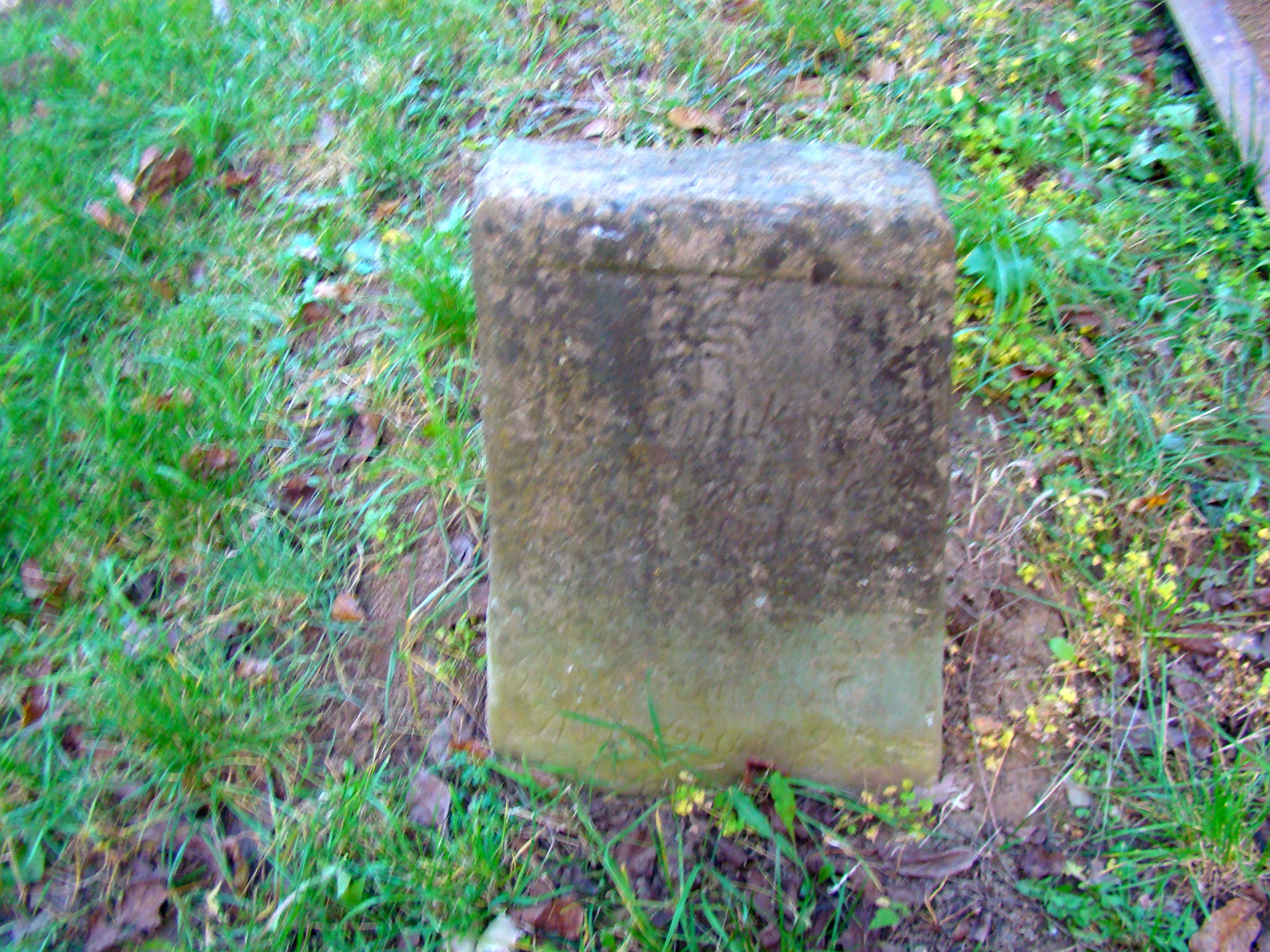
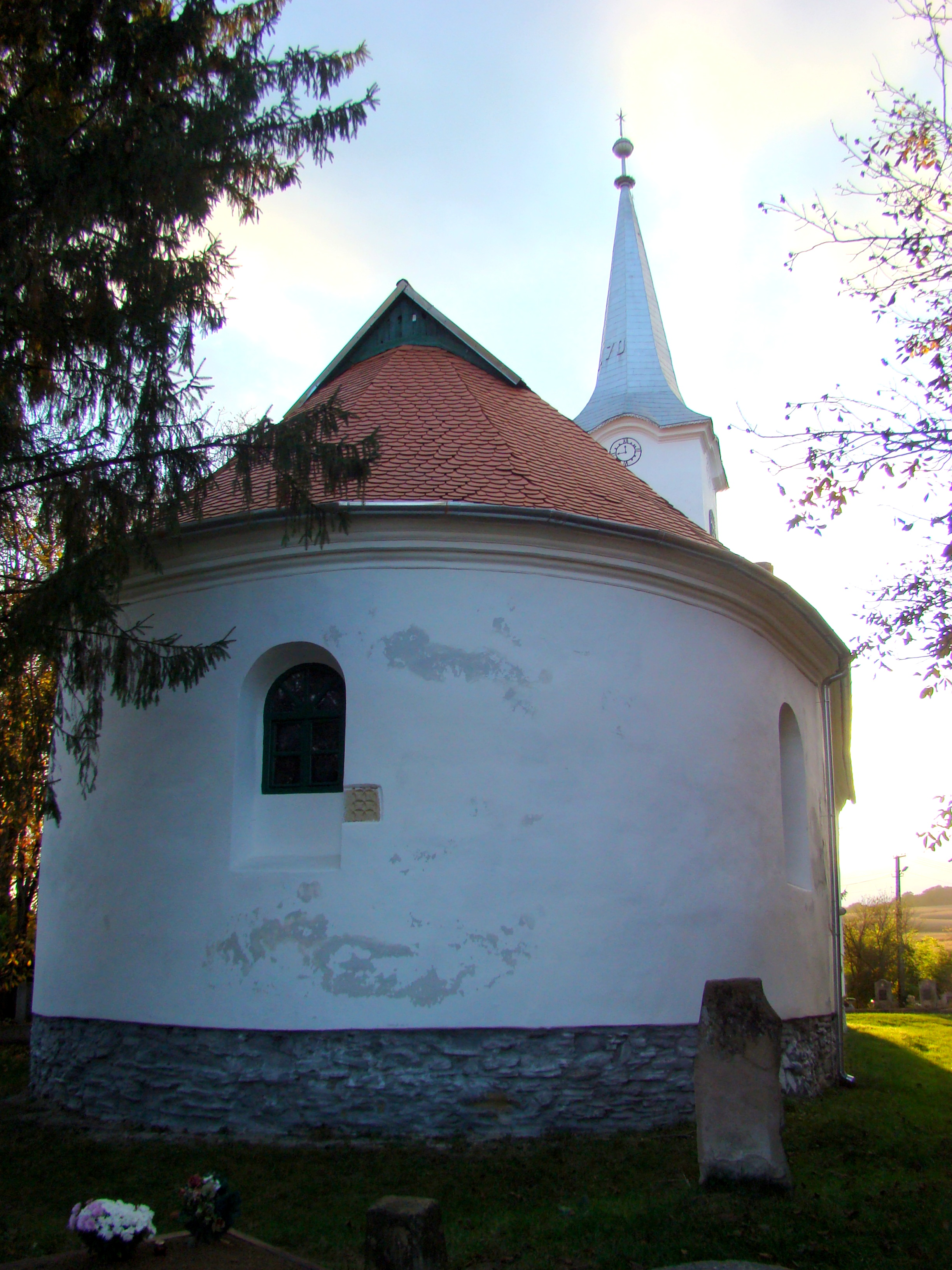
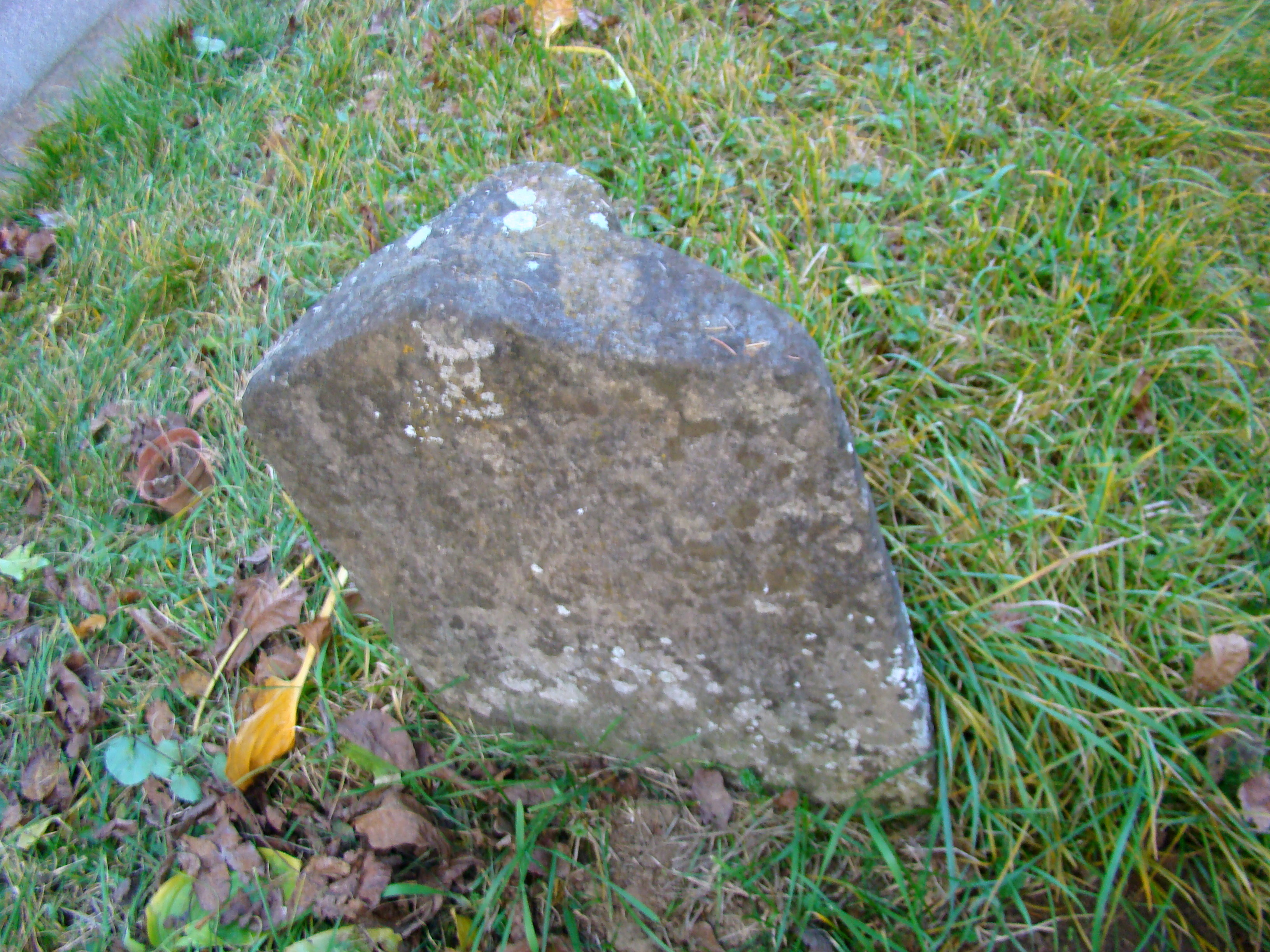
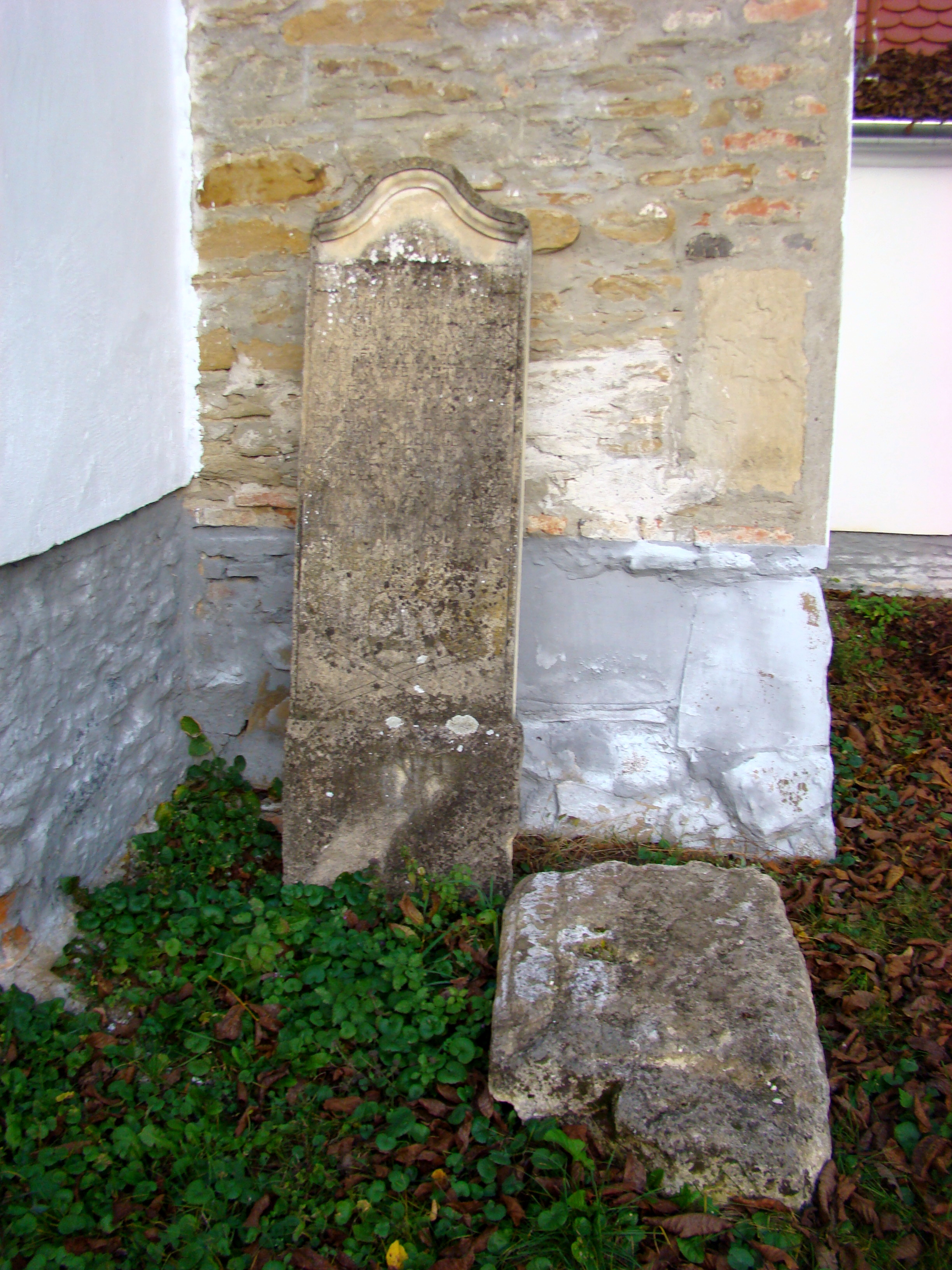
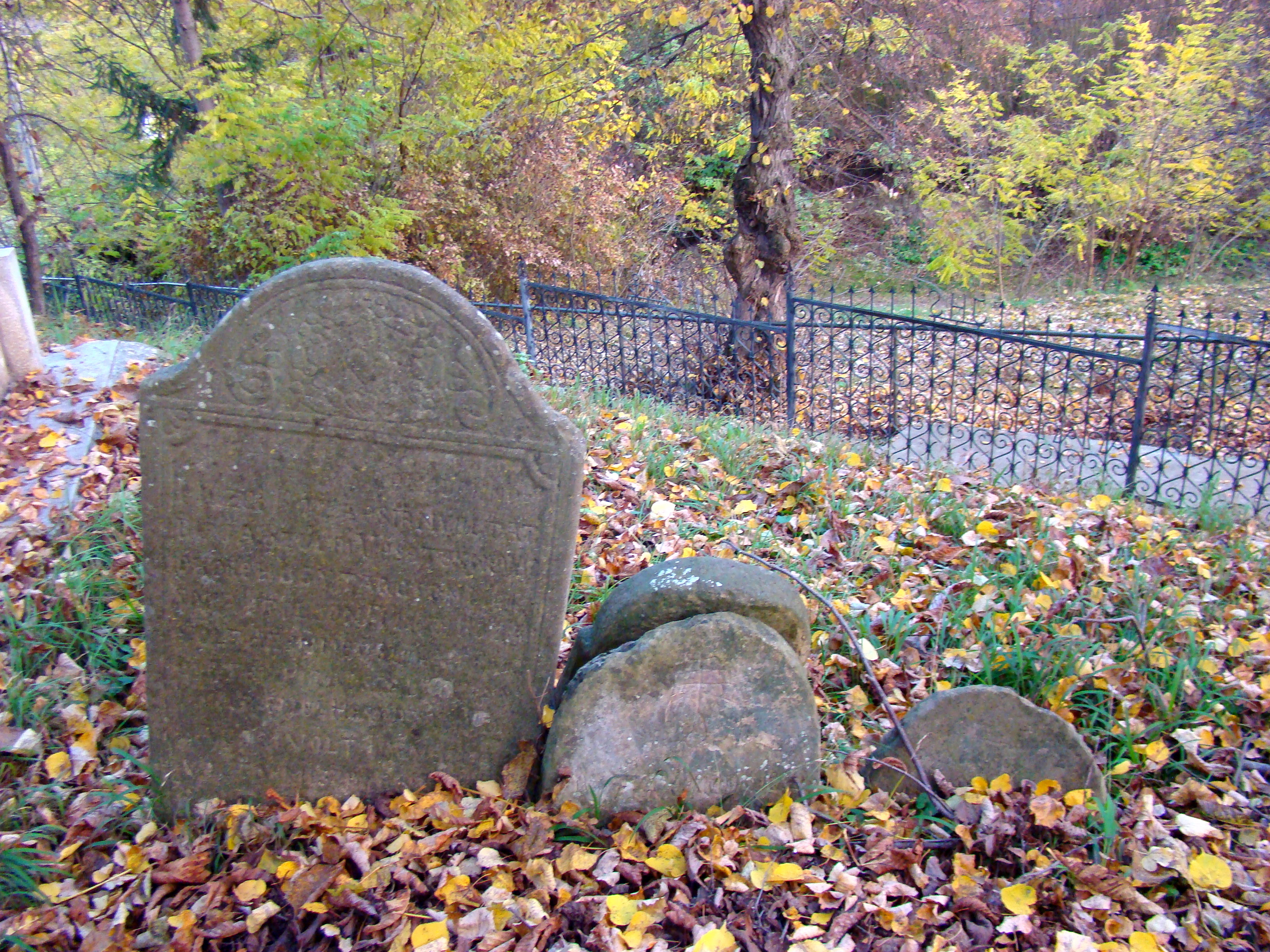
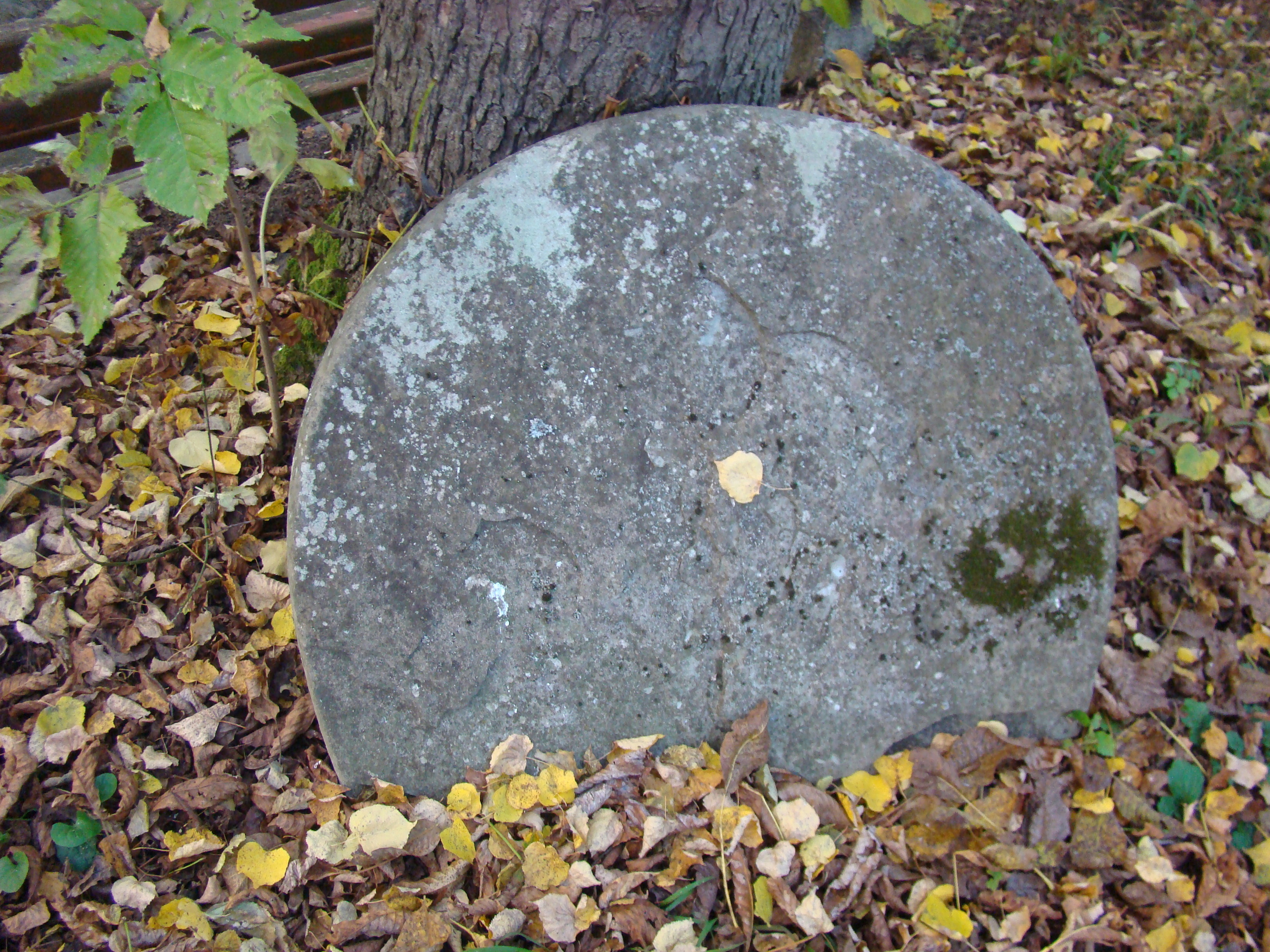
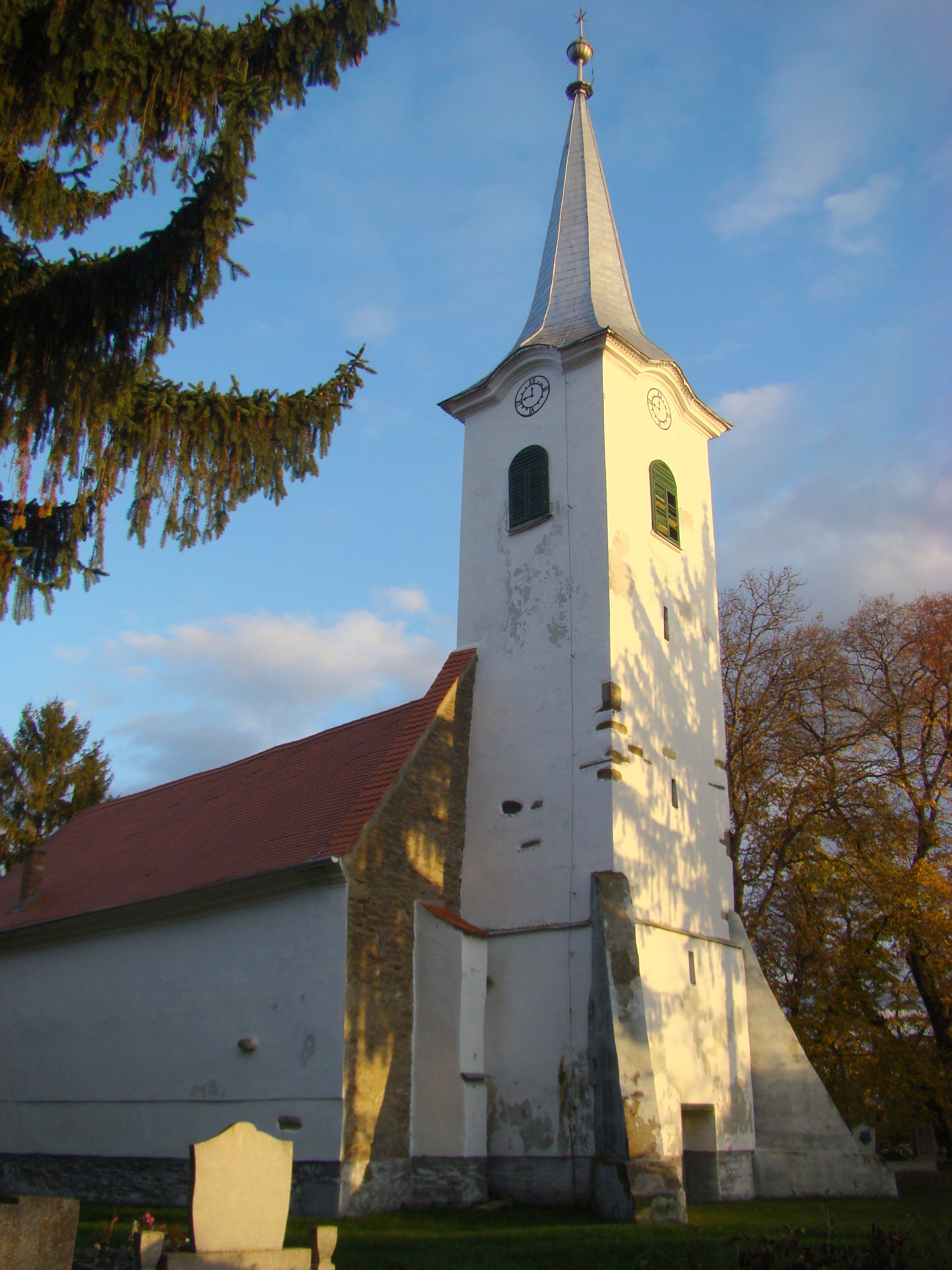
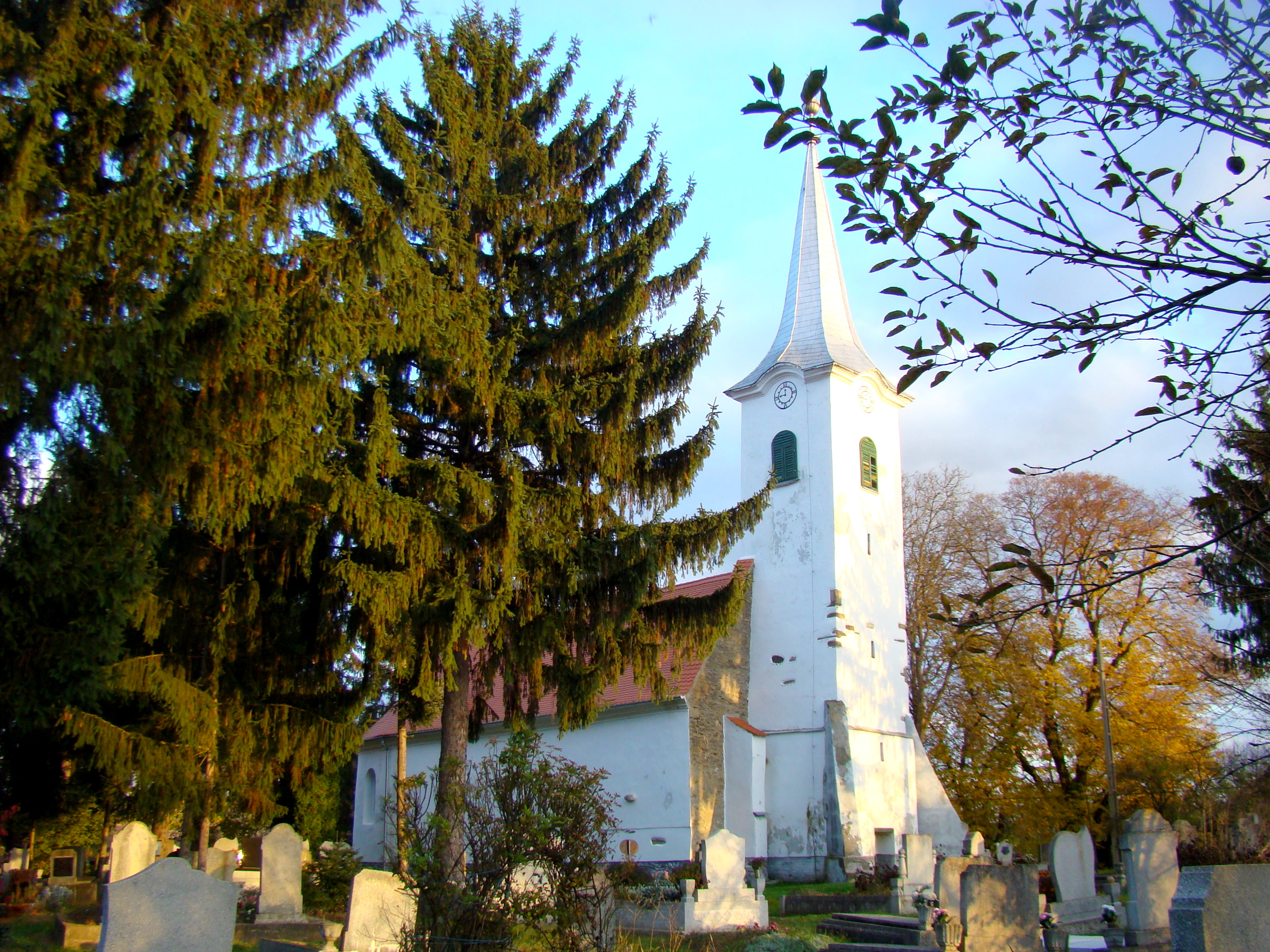
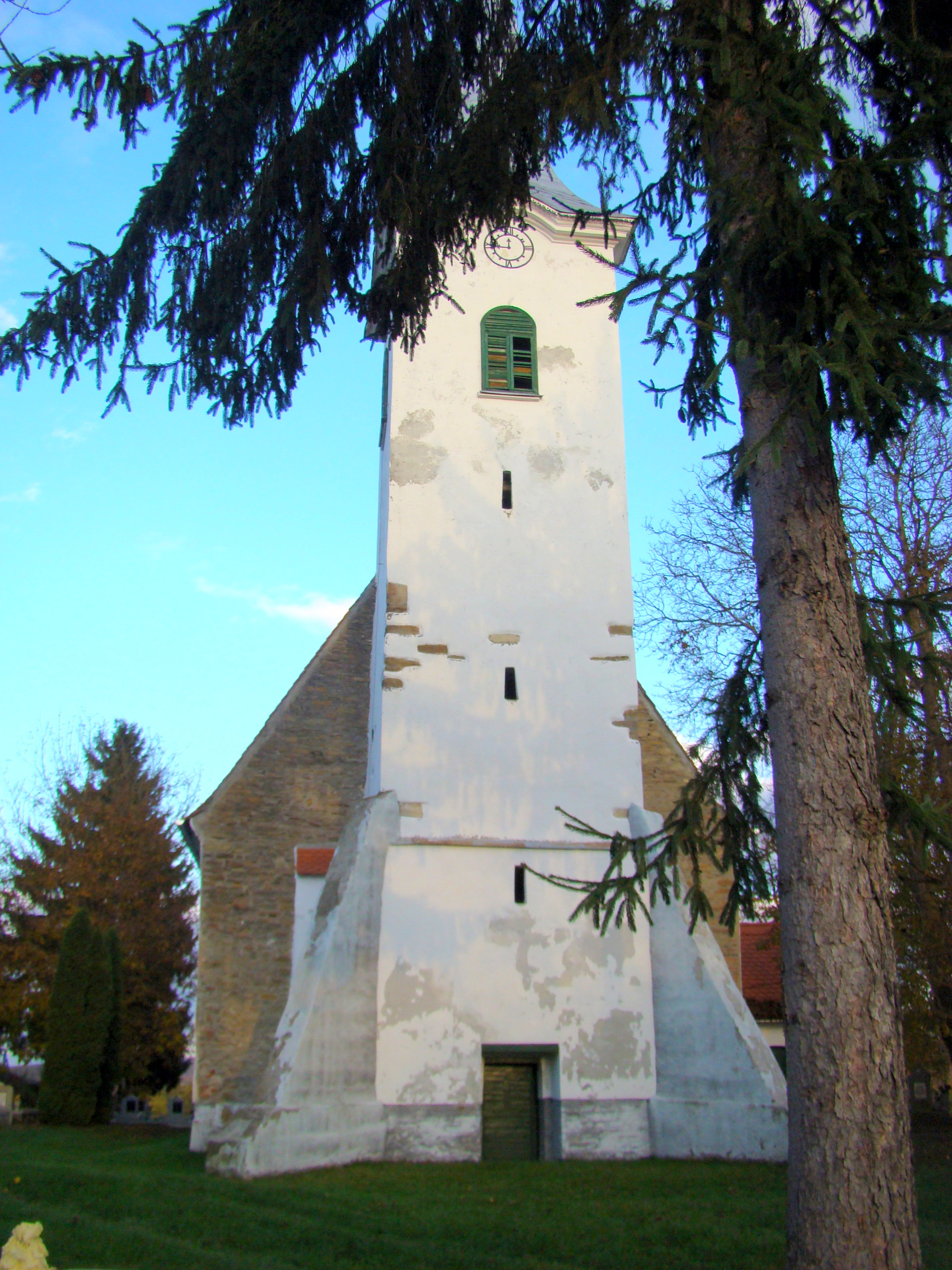
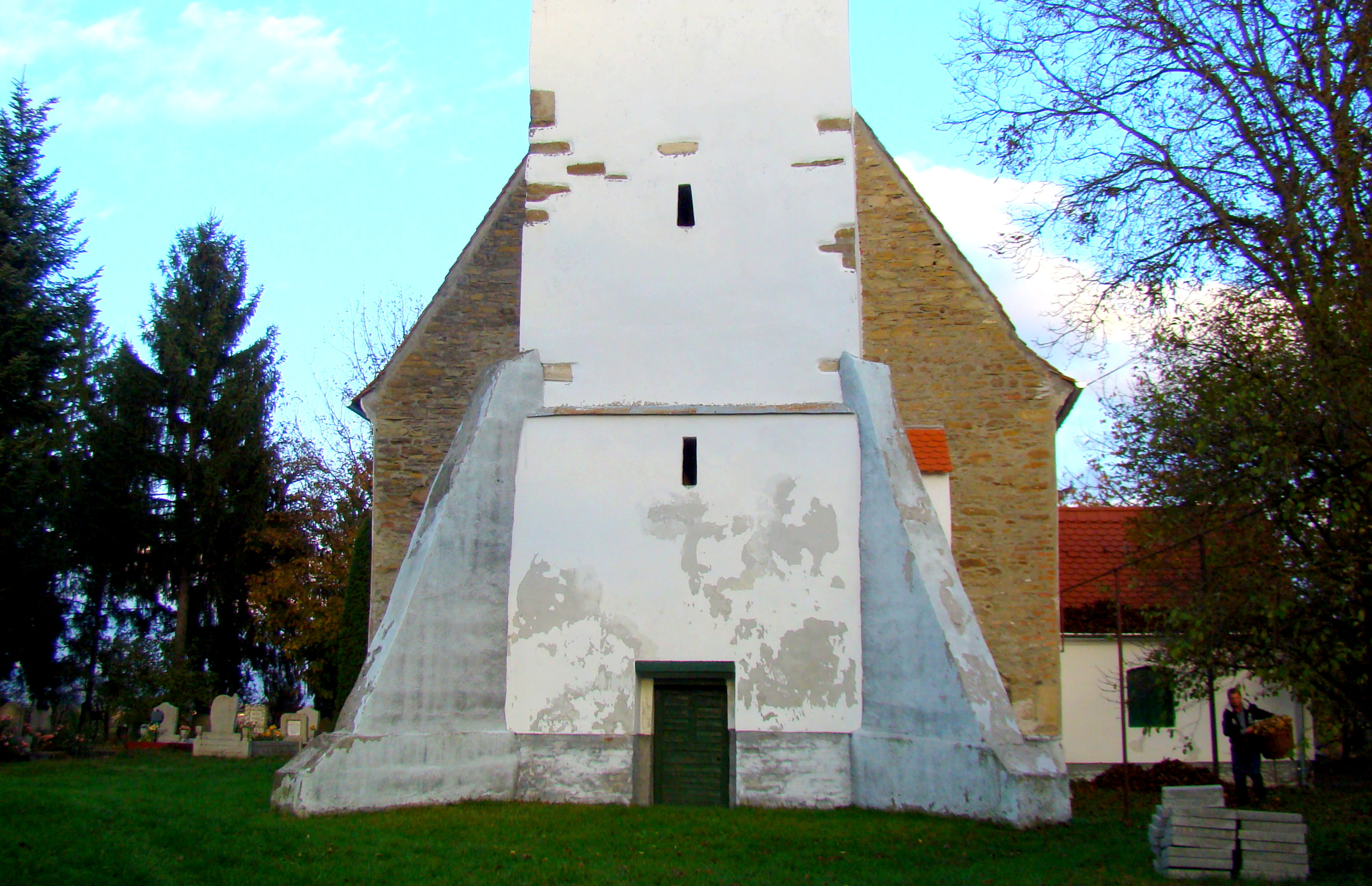
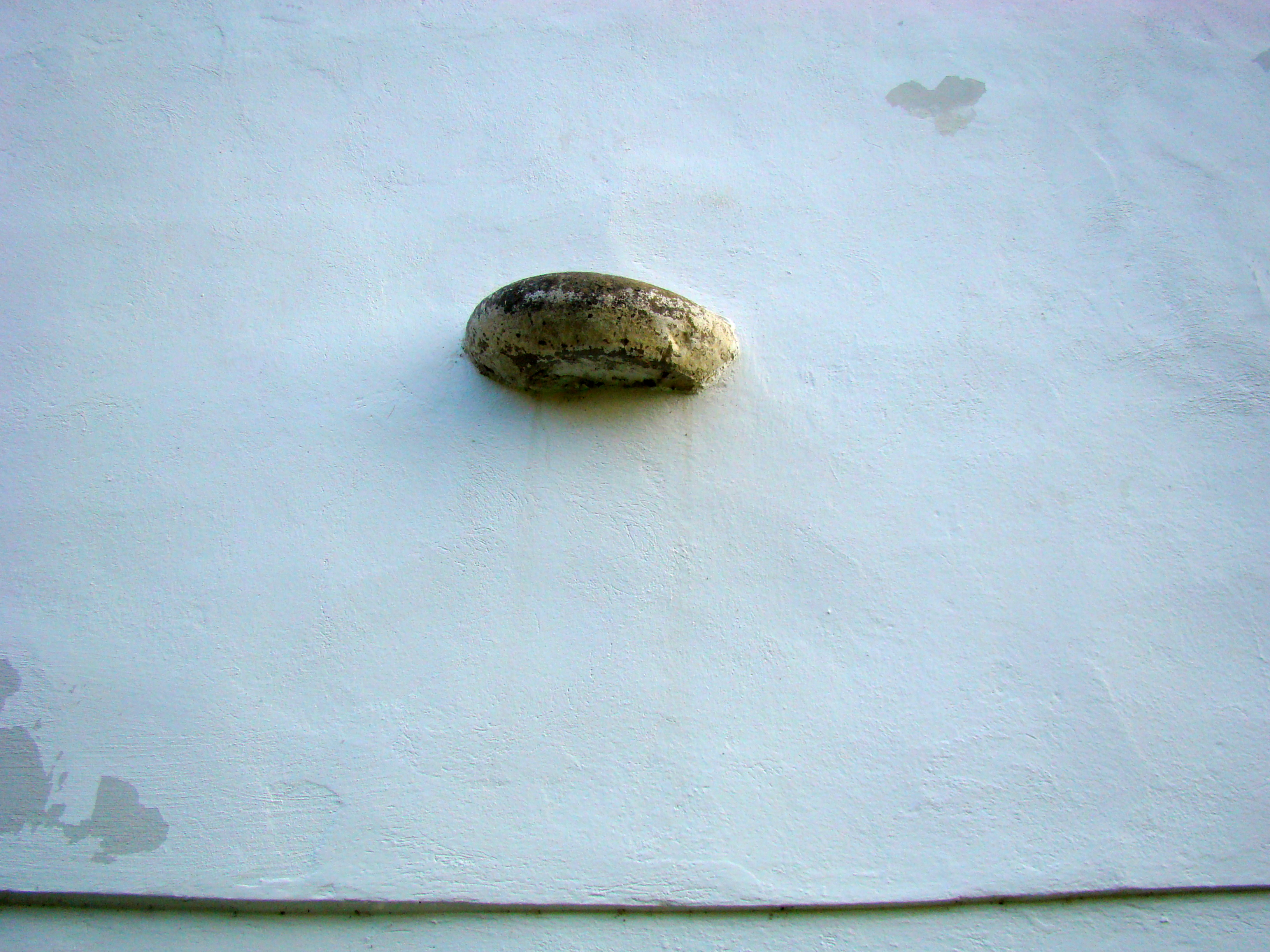
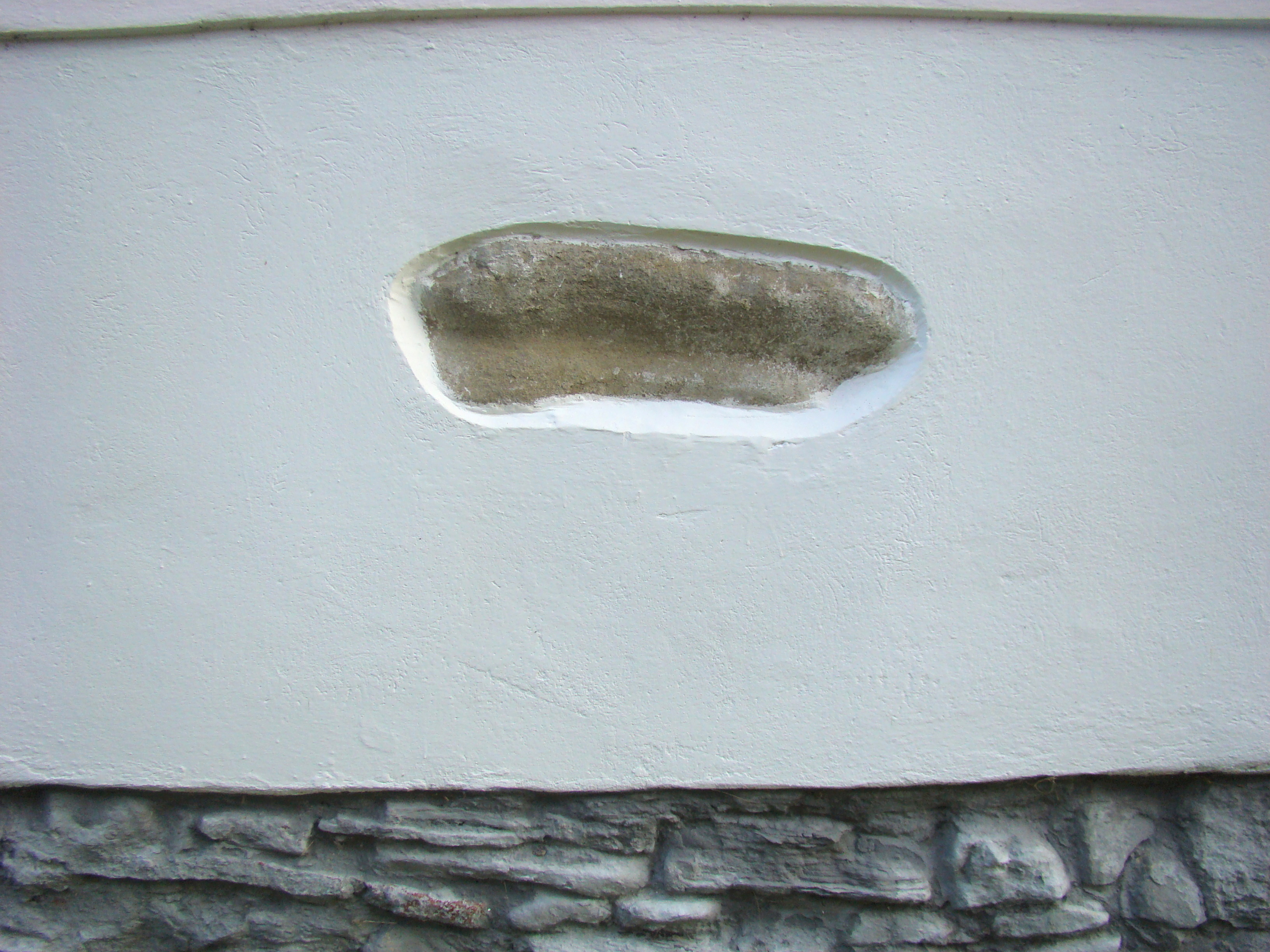
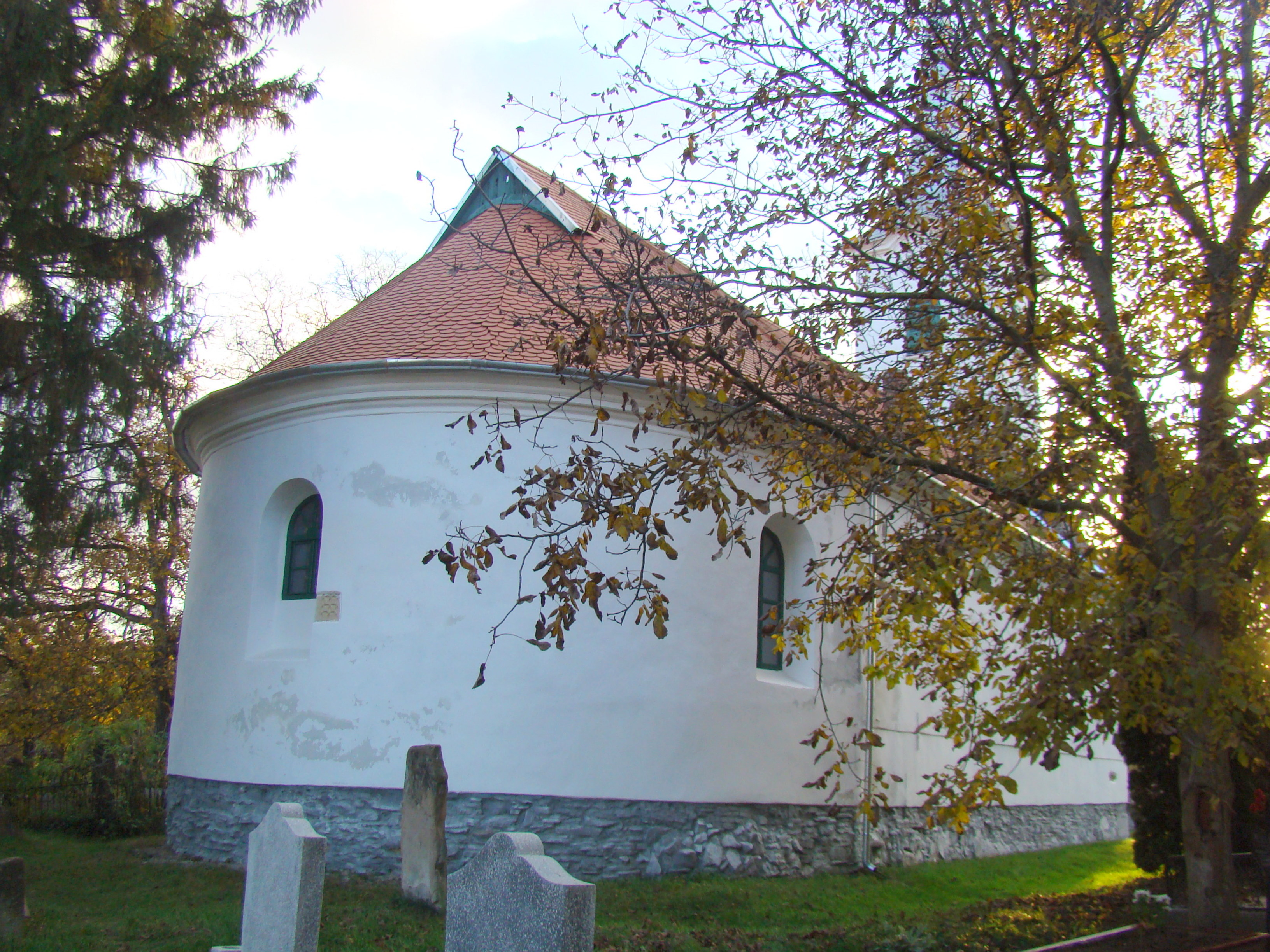
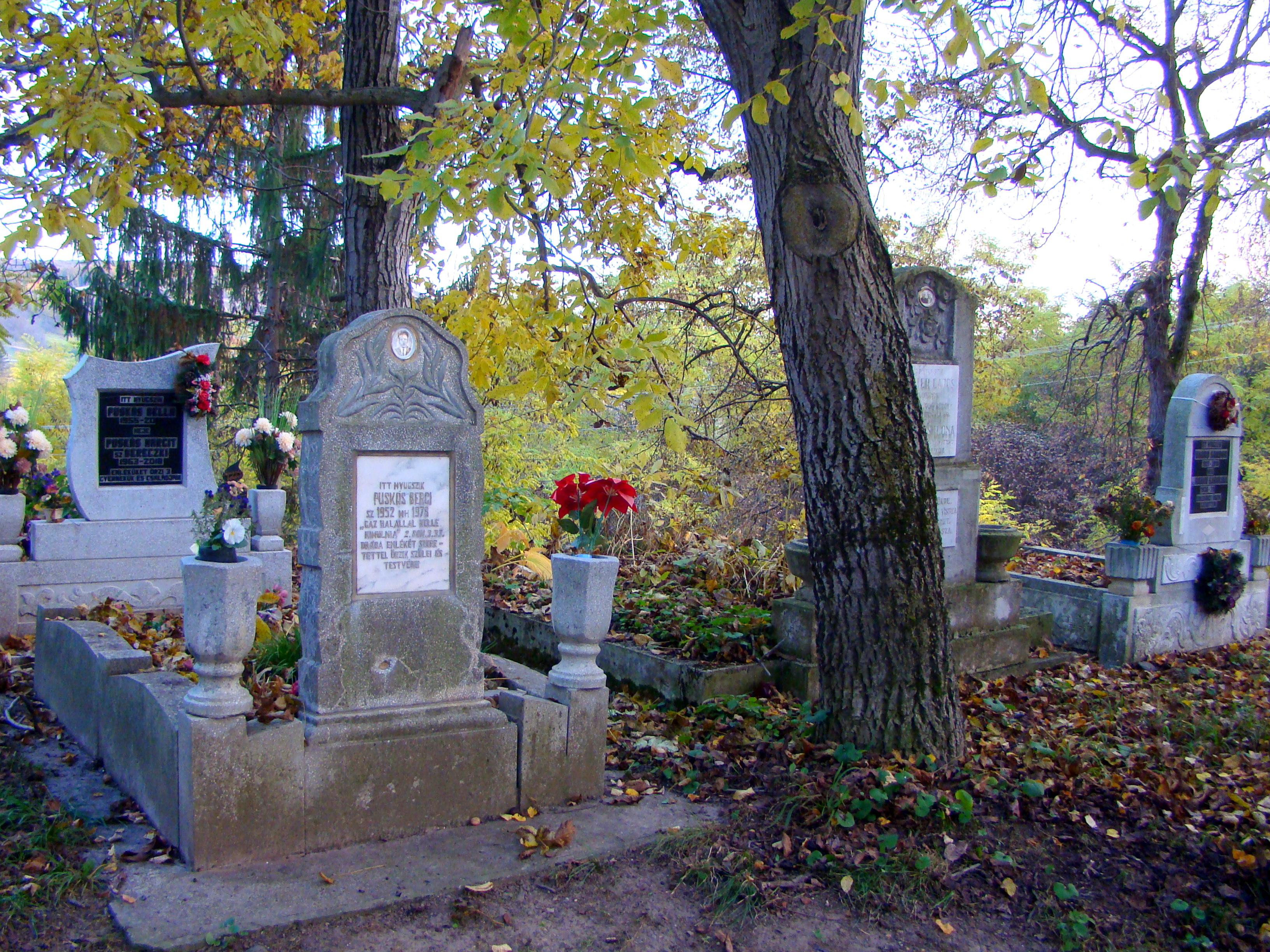
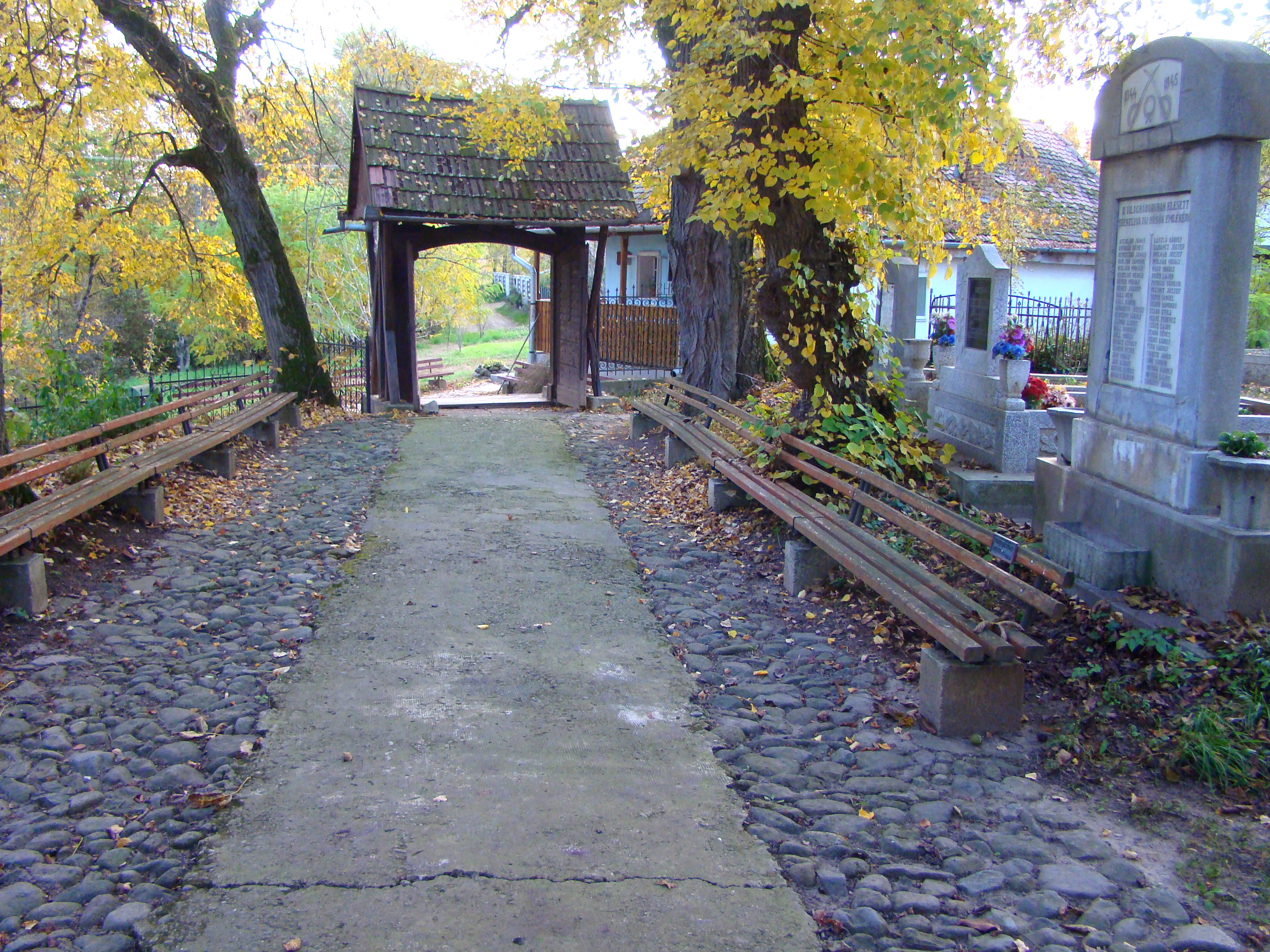

## Imagini din interior

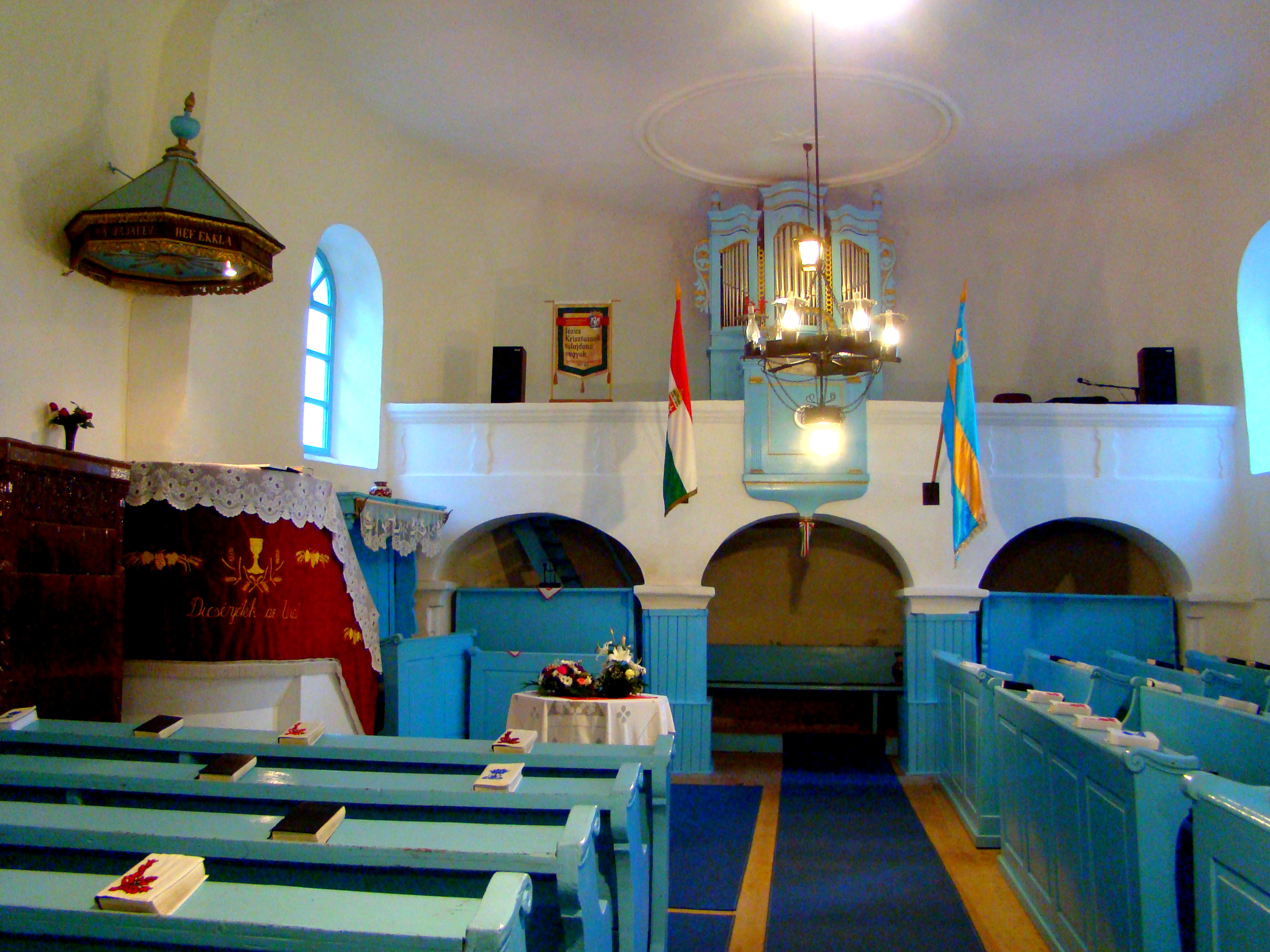
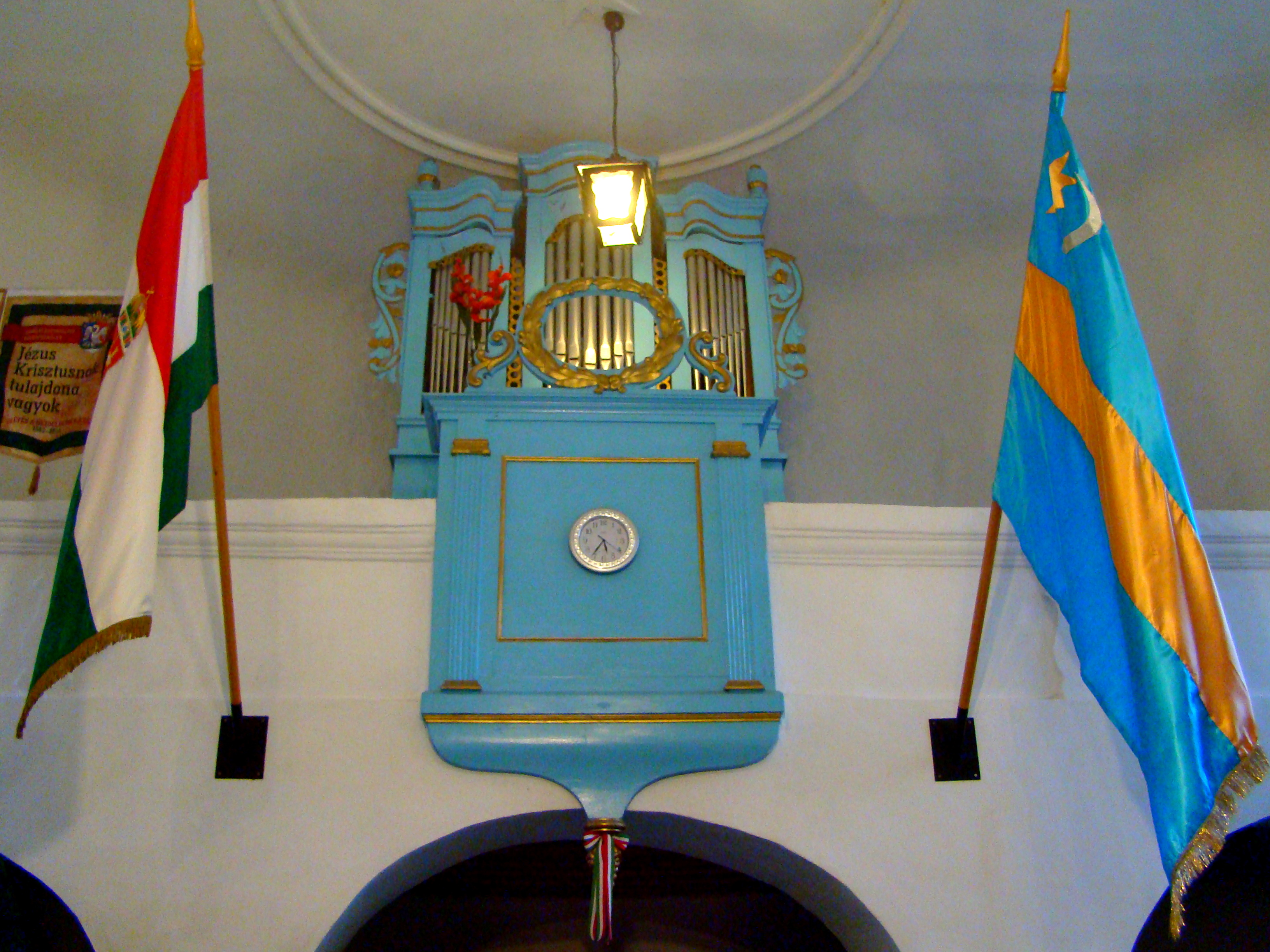
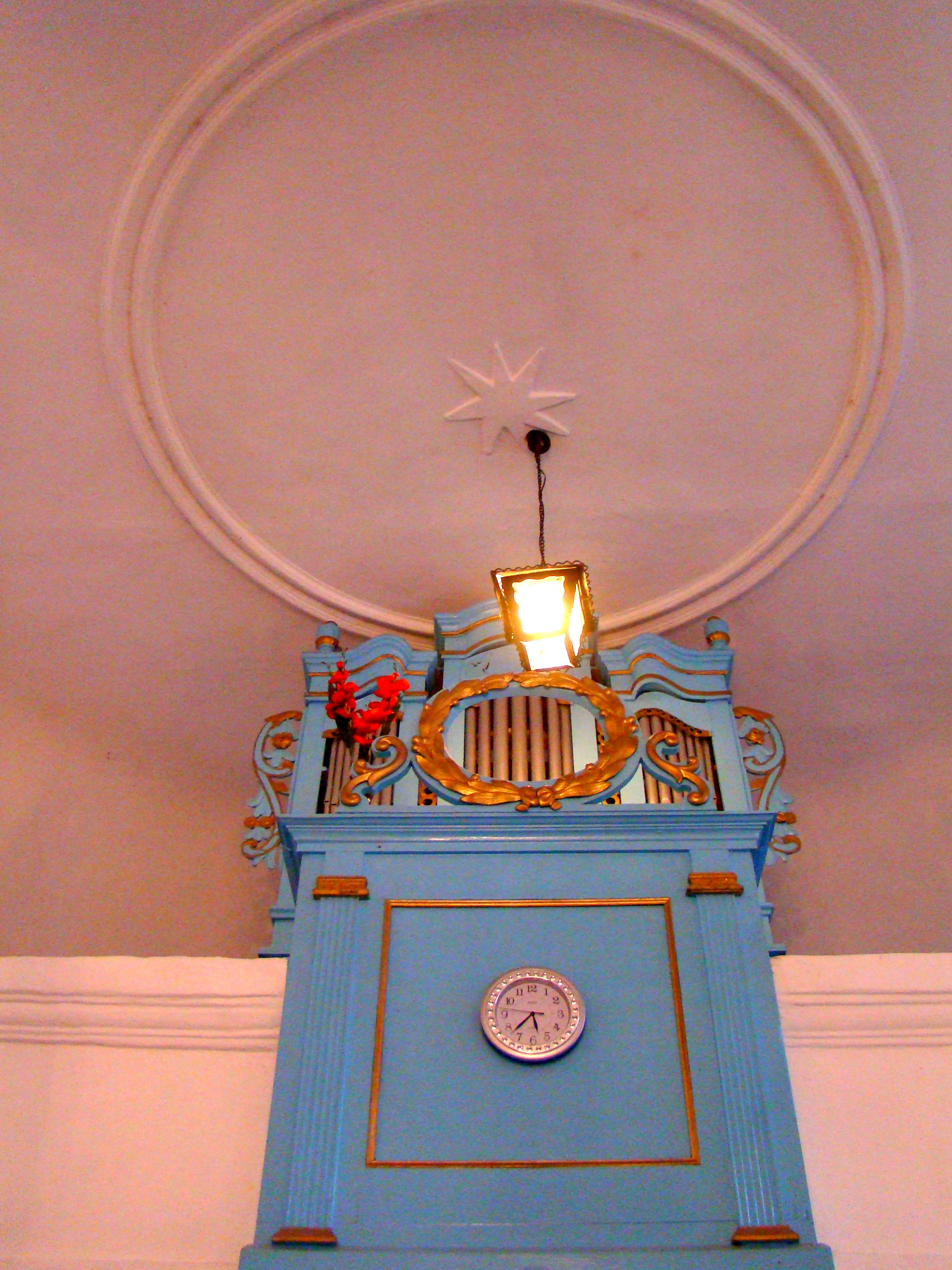
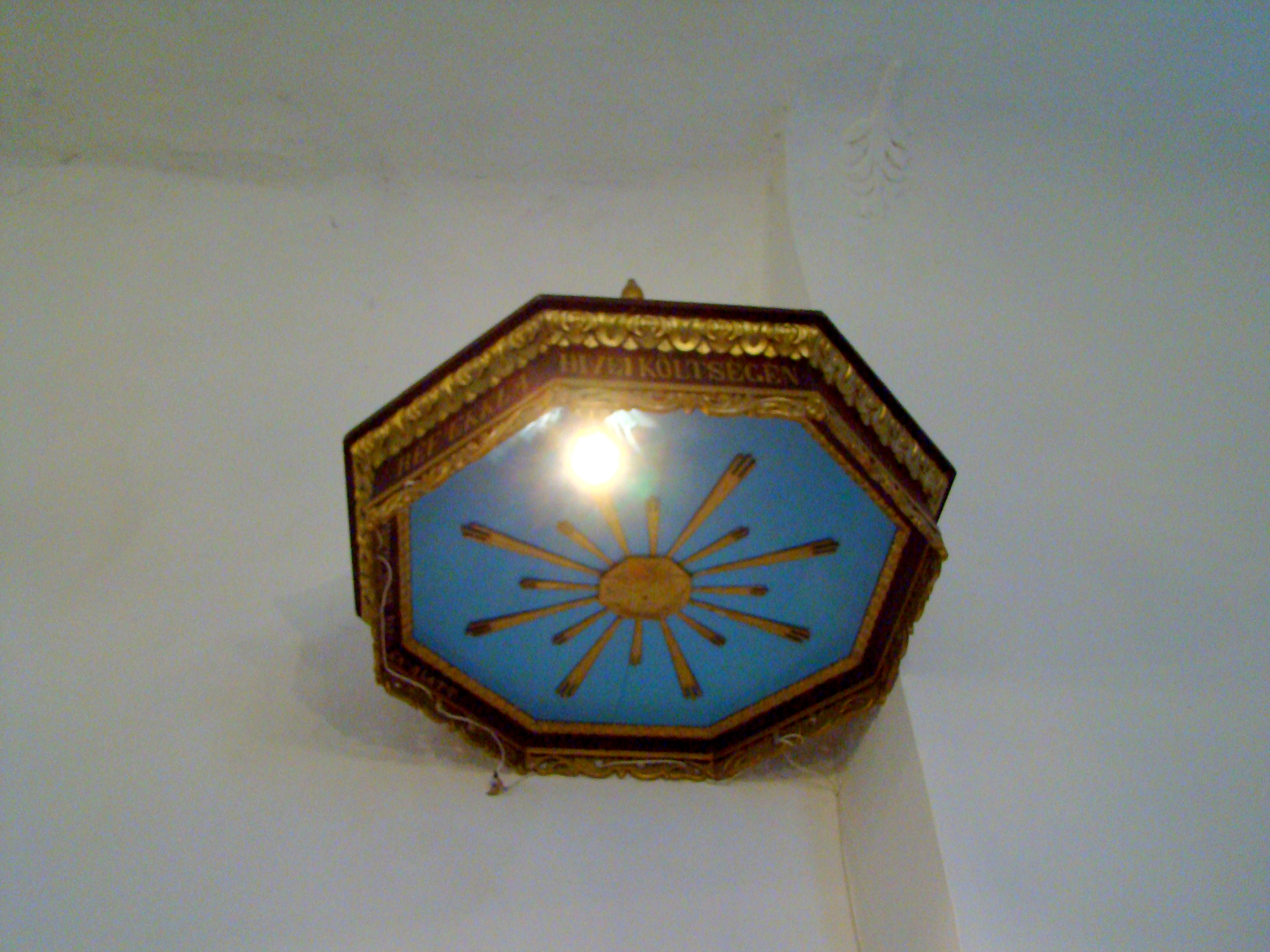
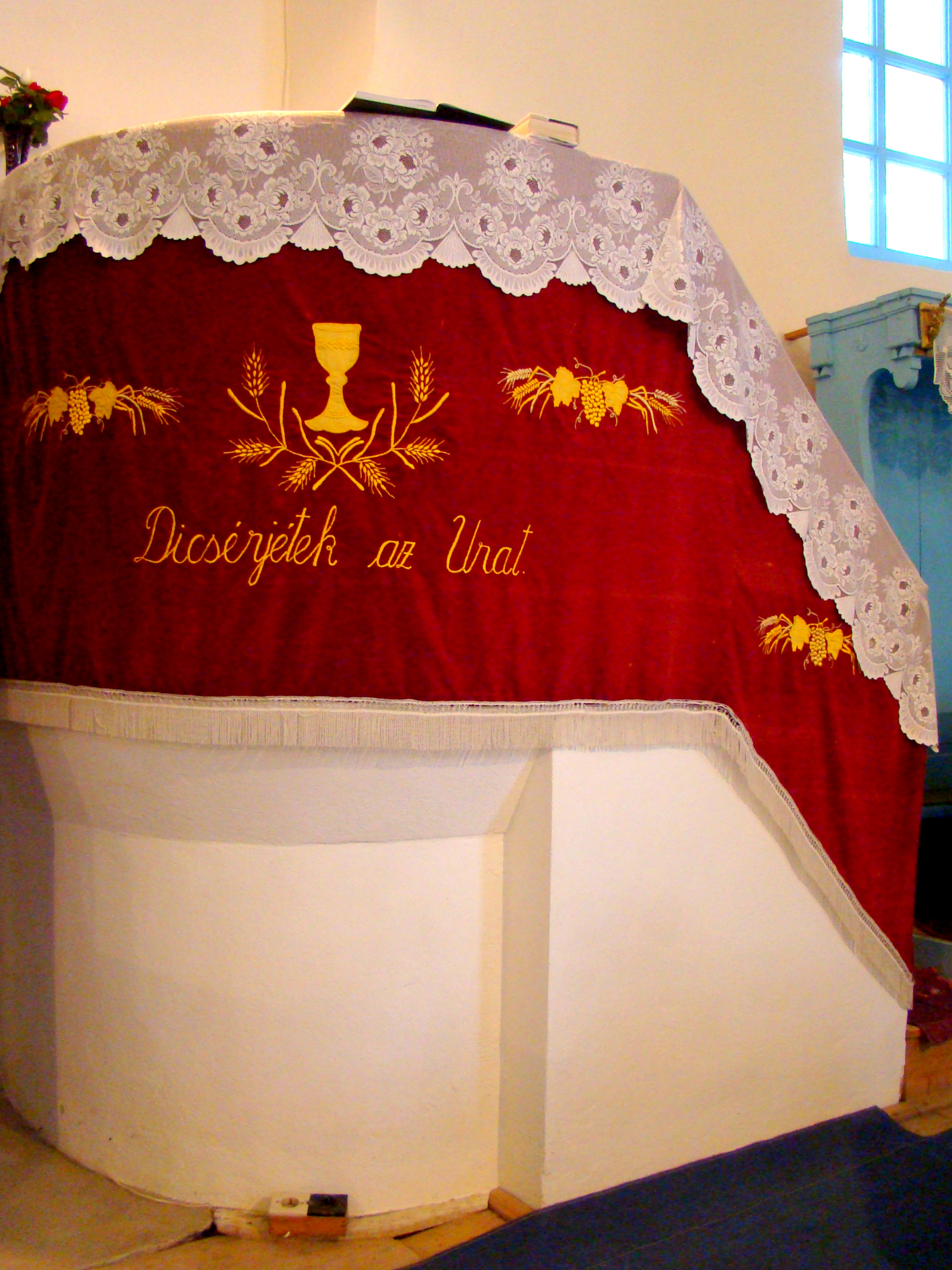
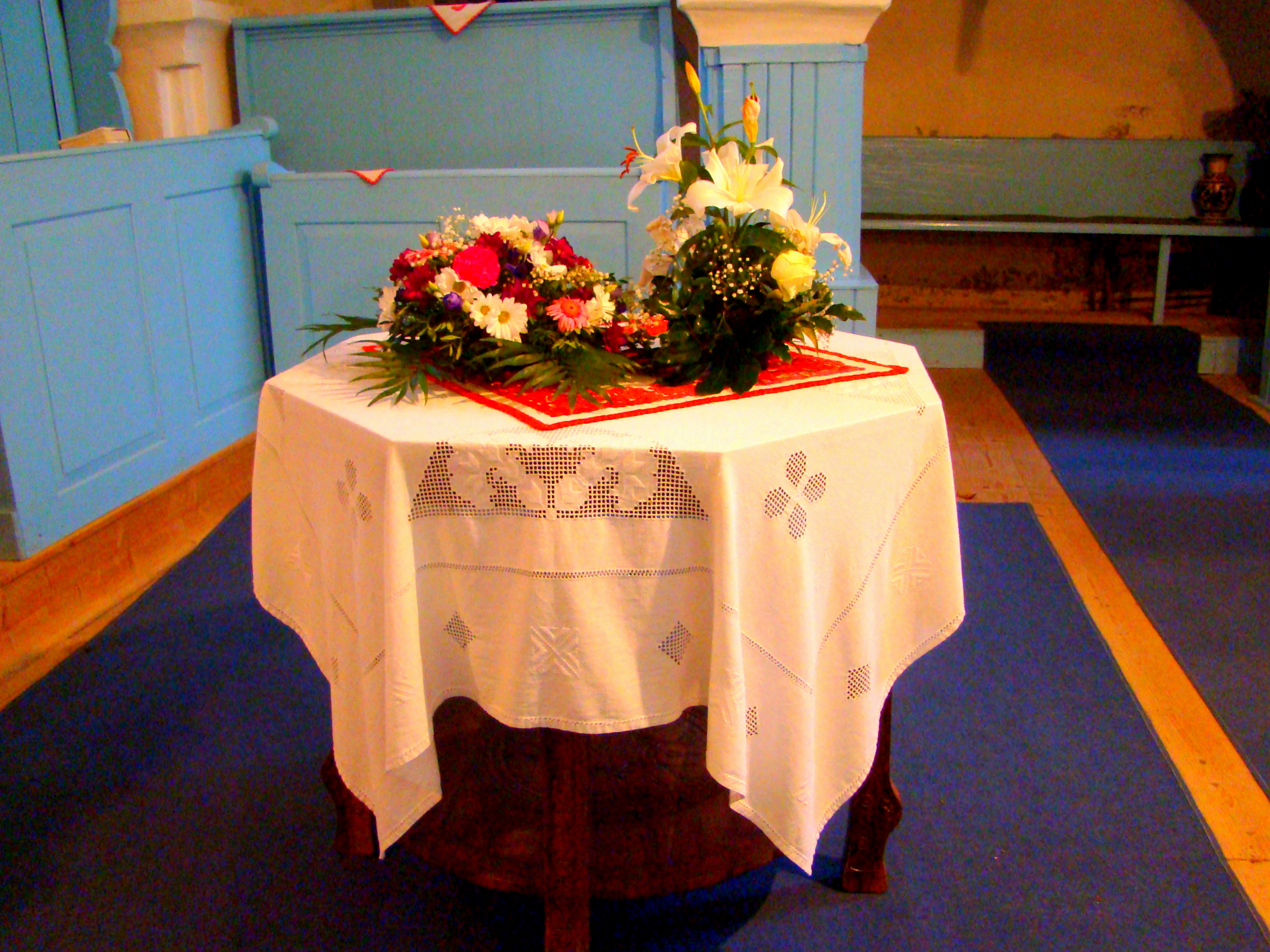
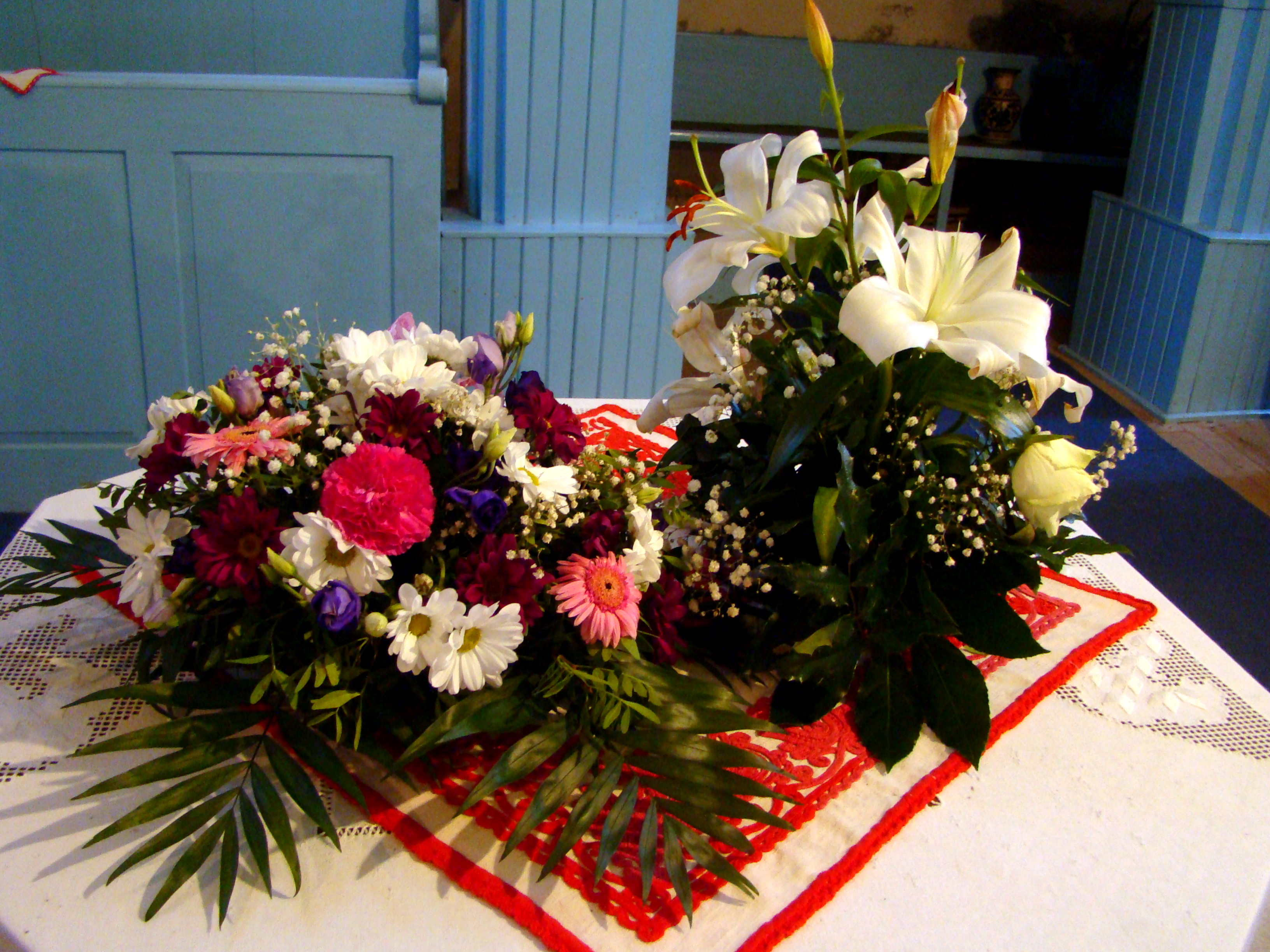
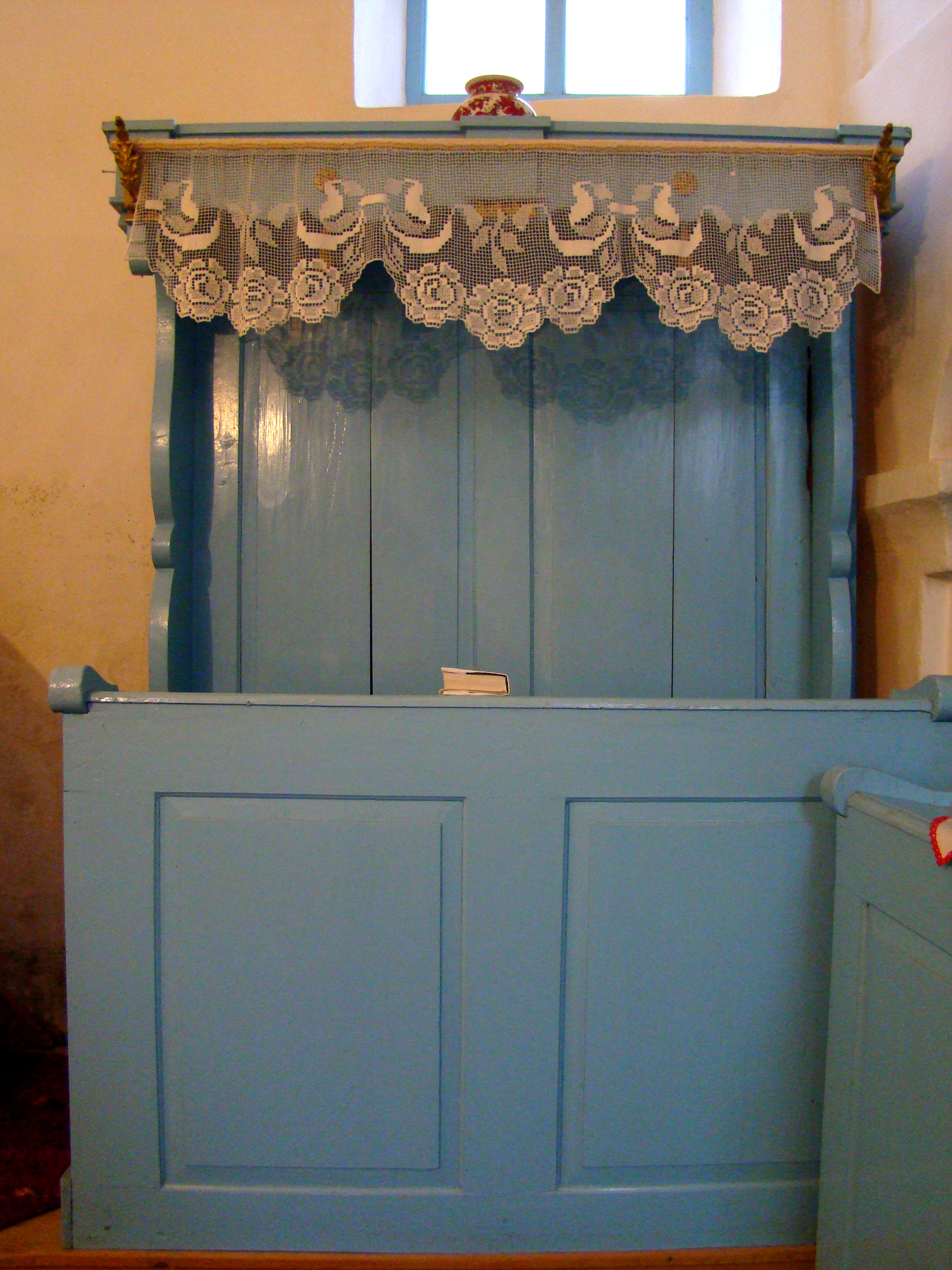
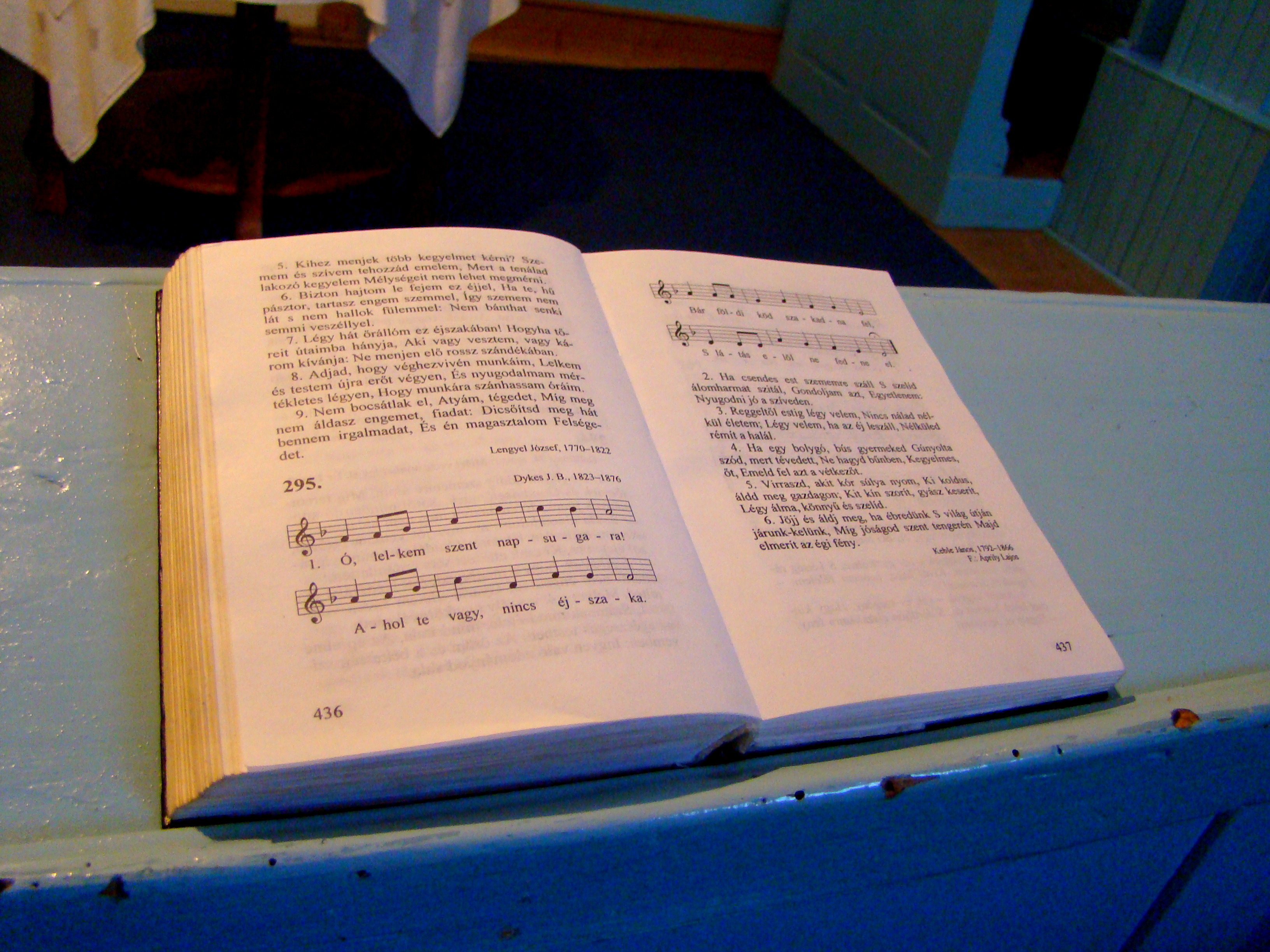
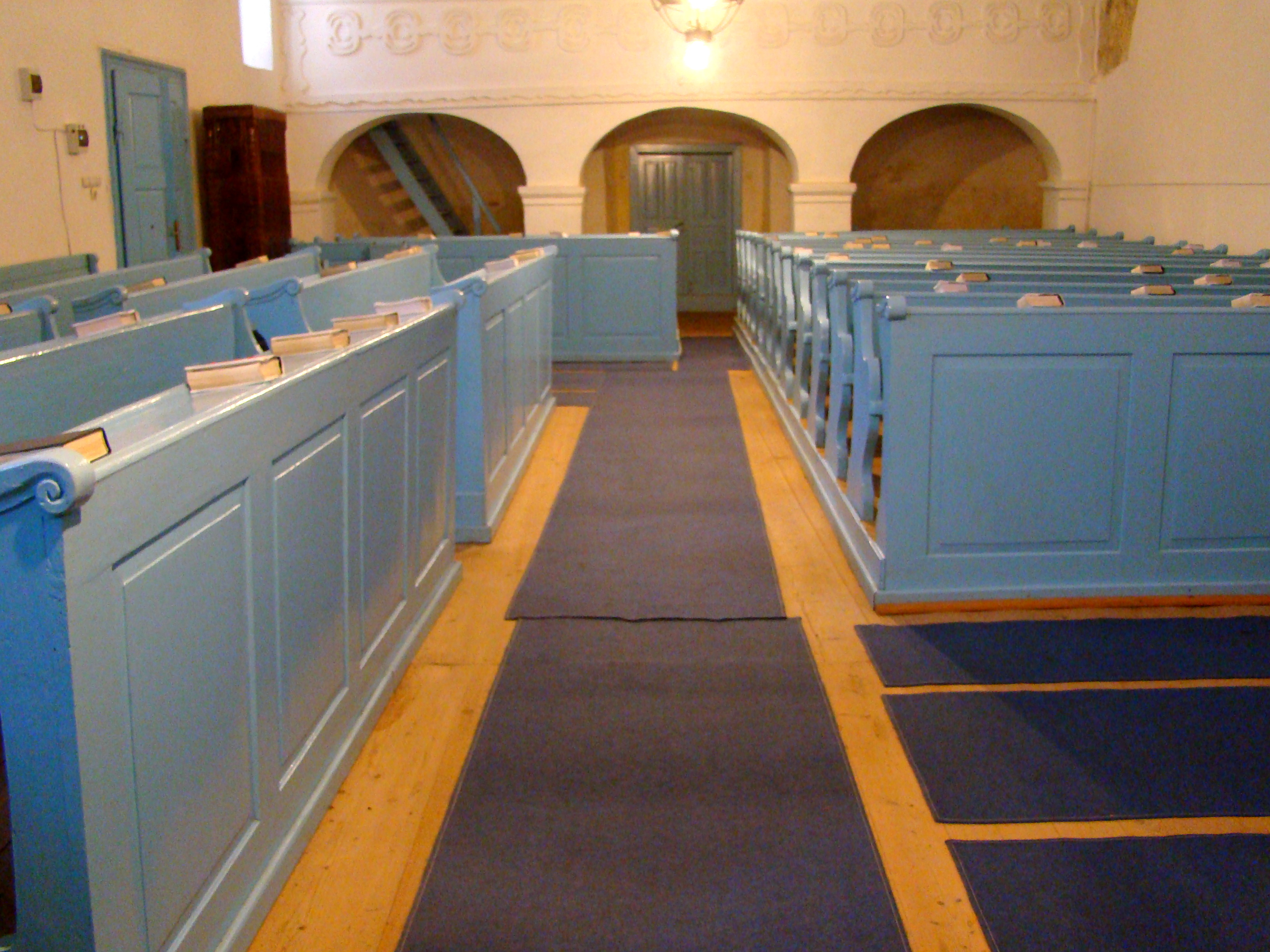
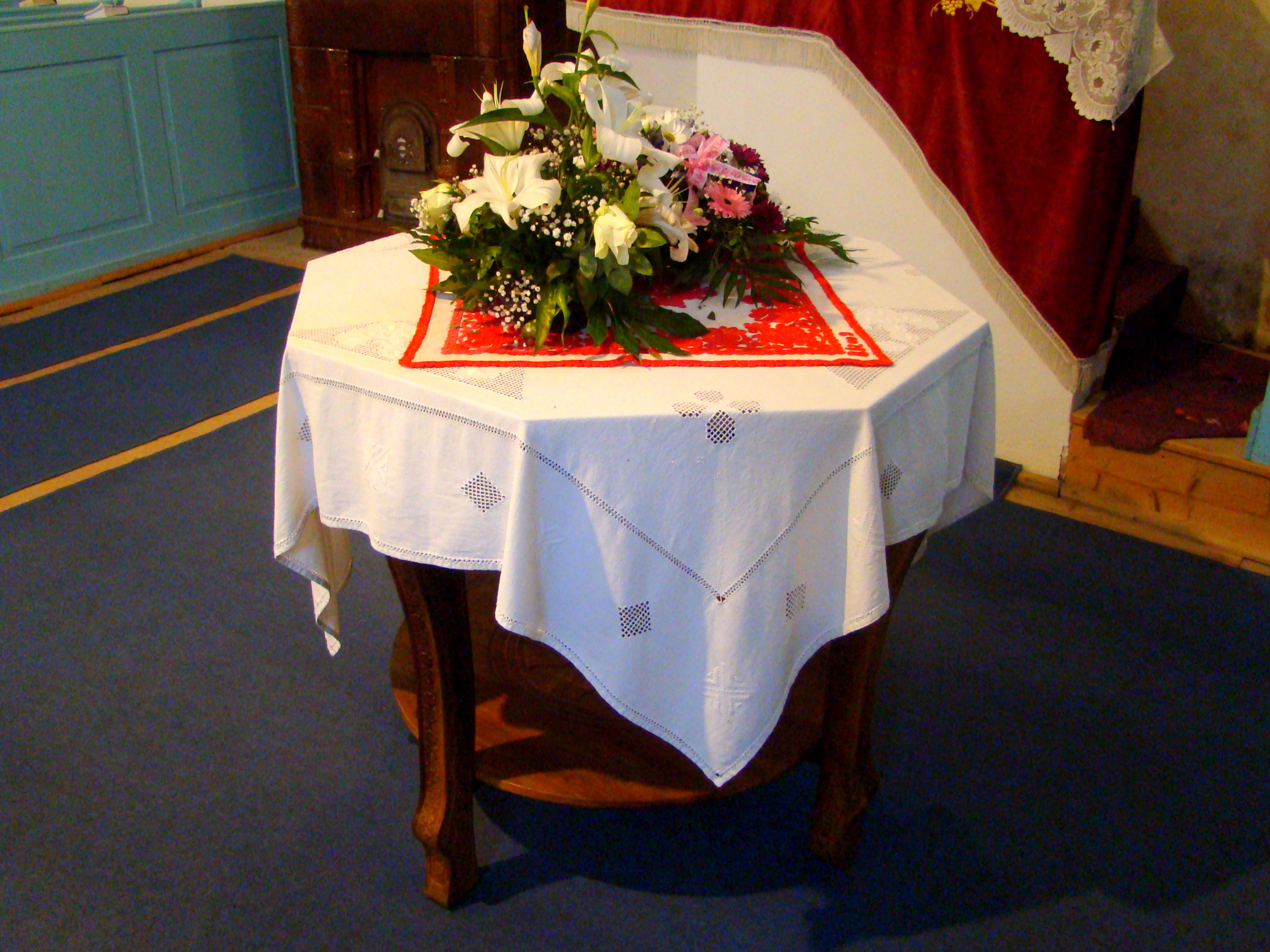
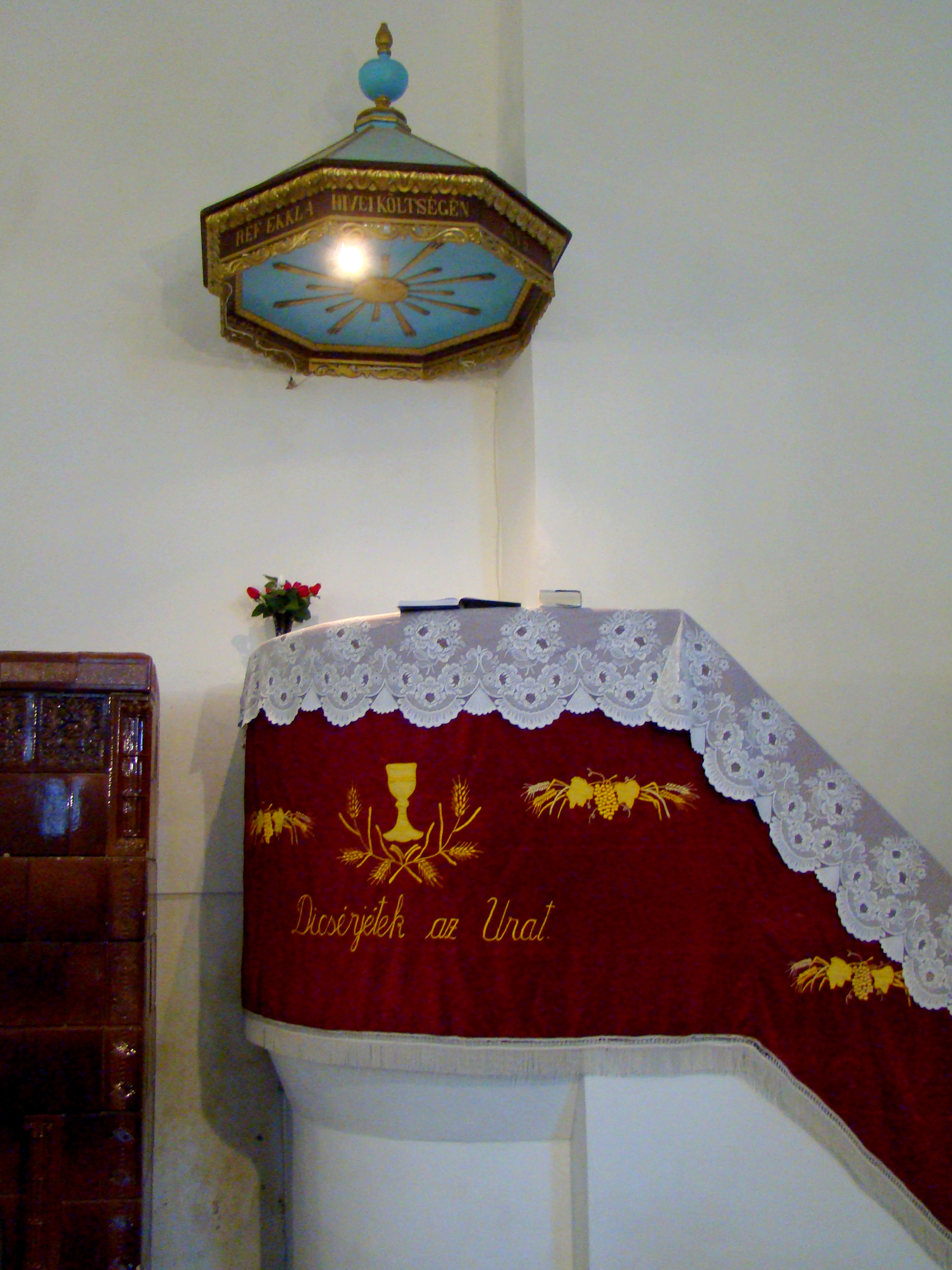
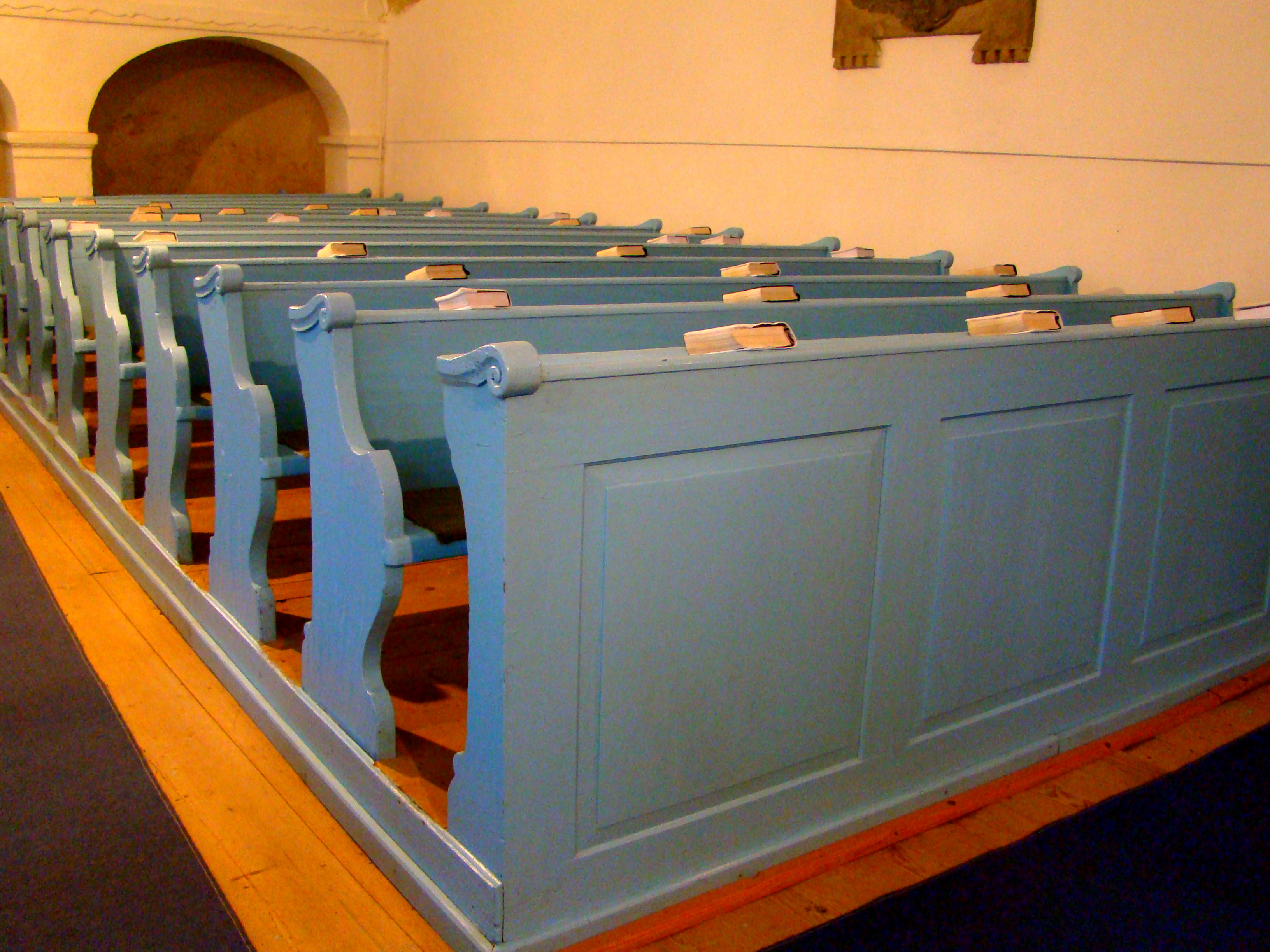
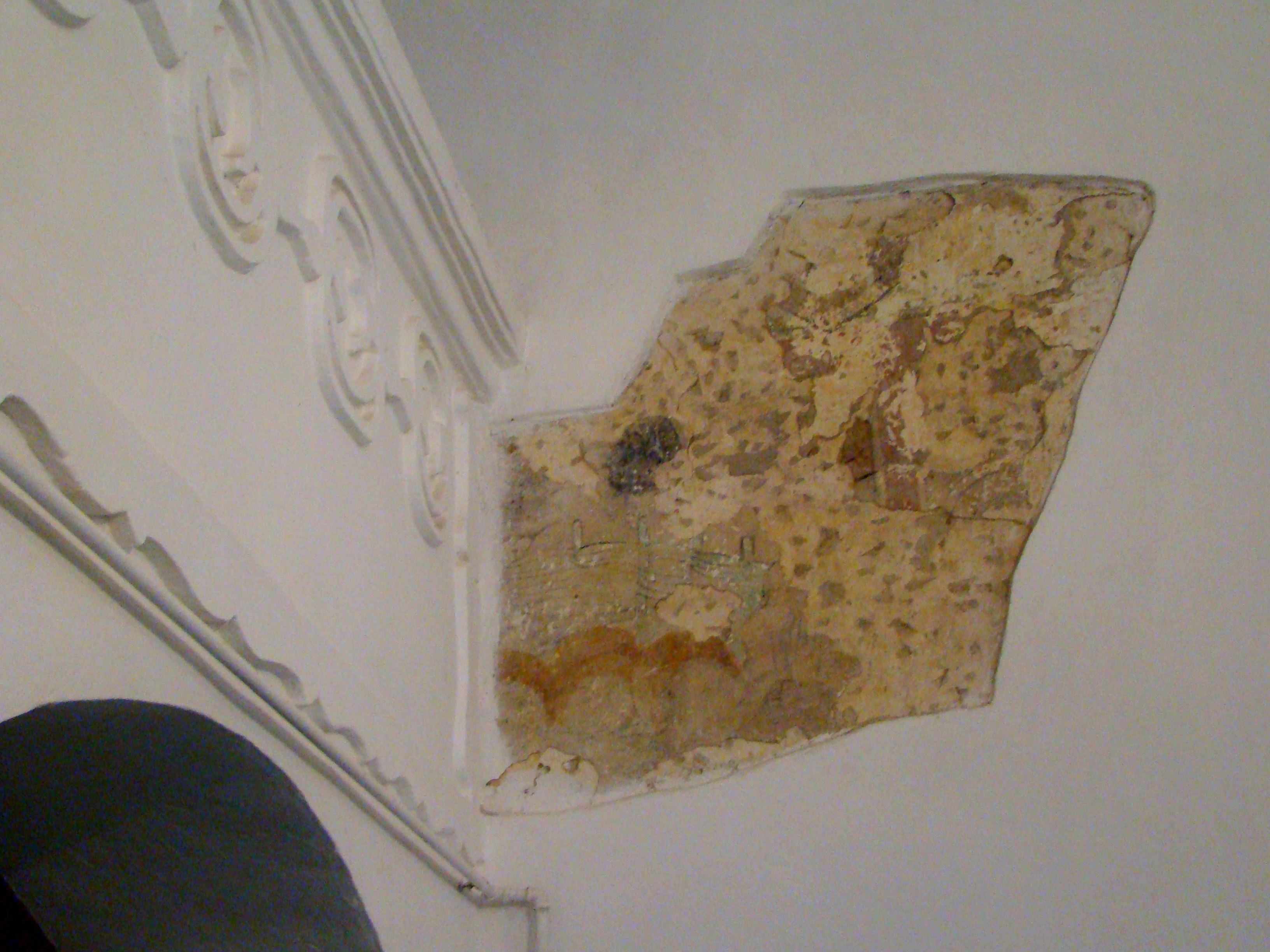
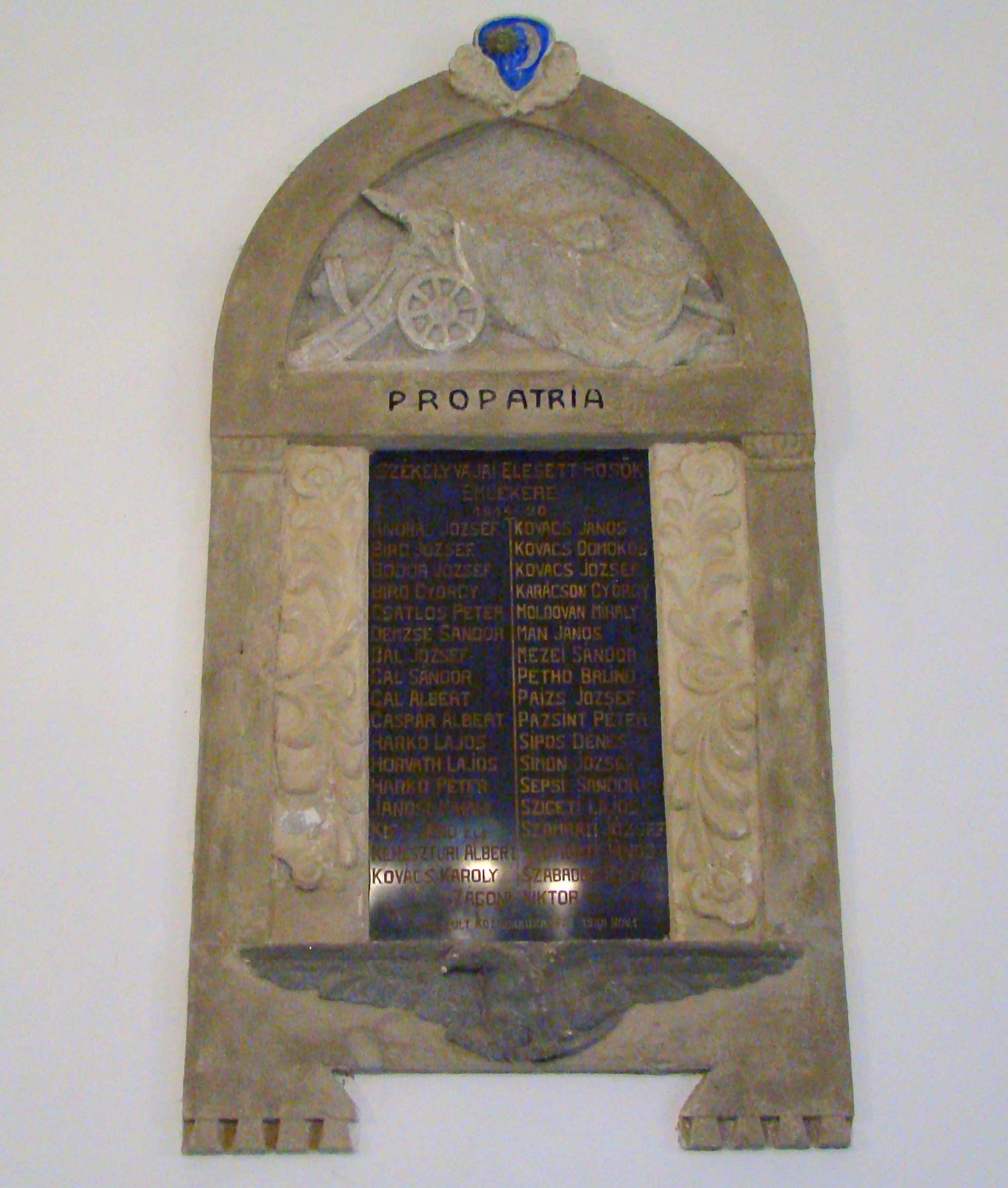
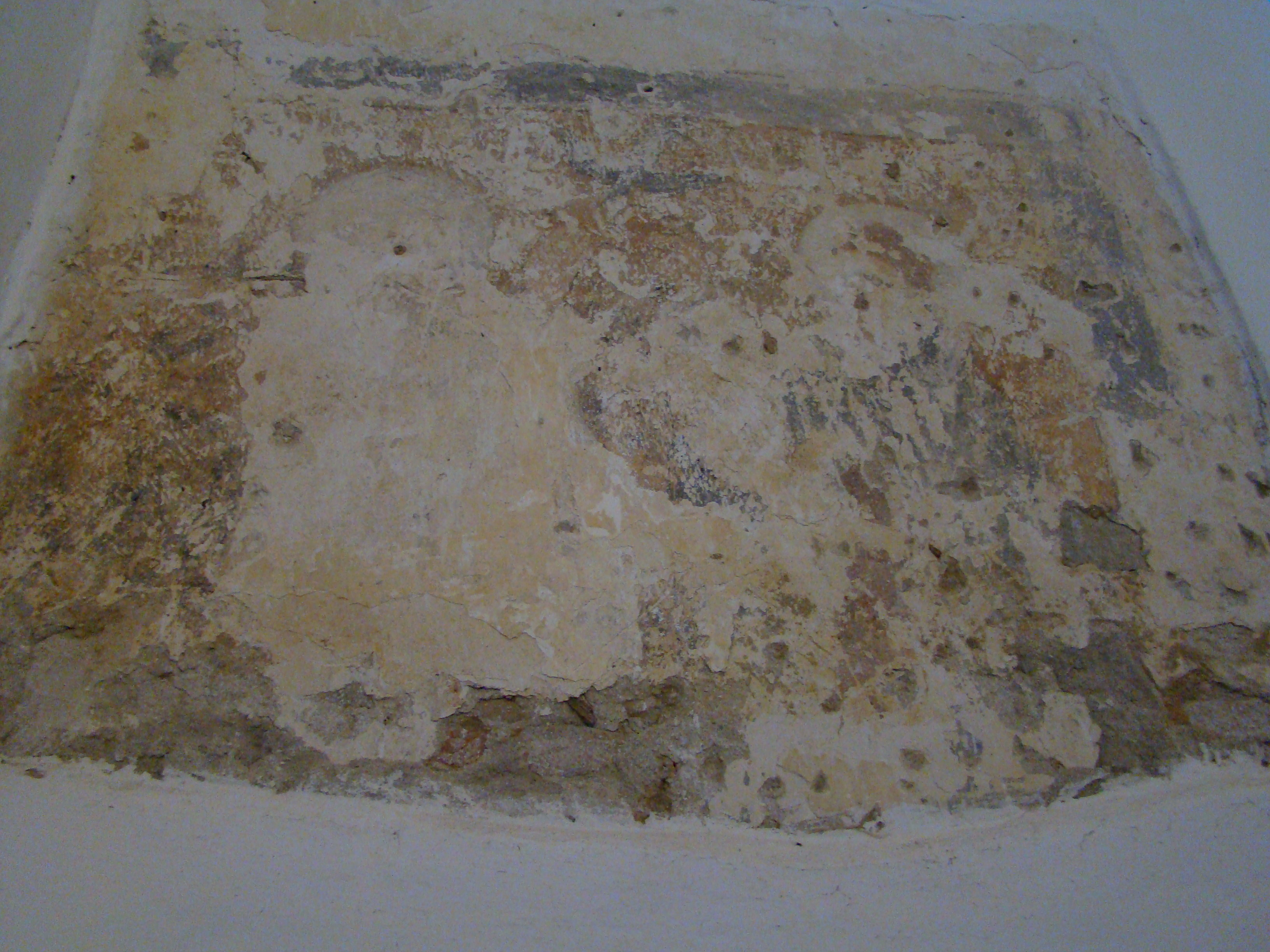
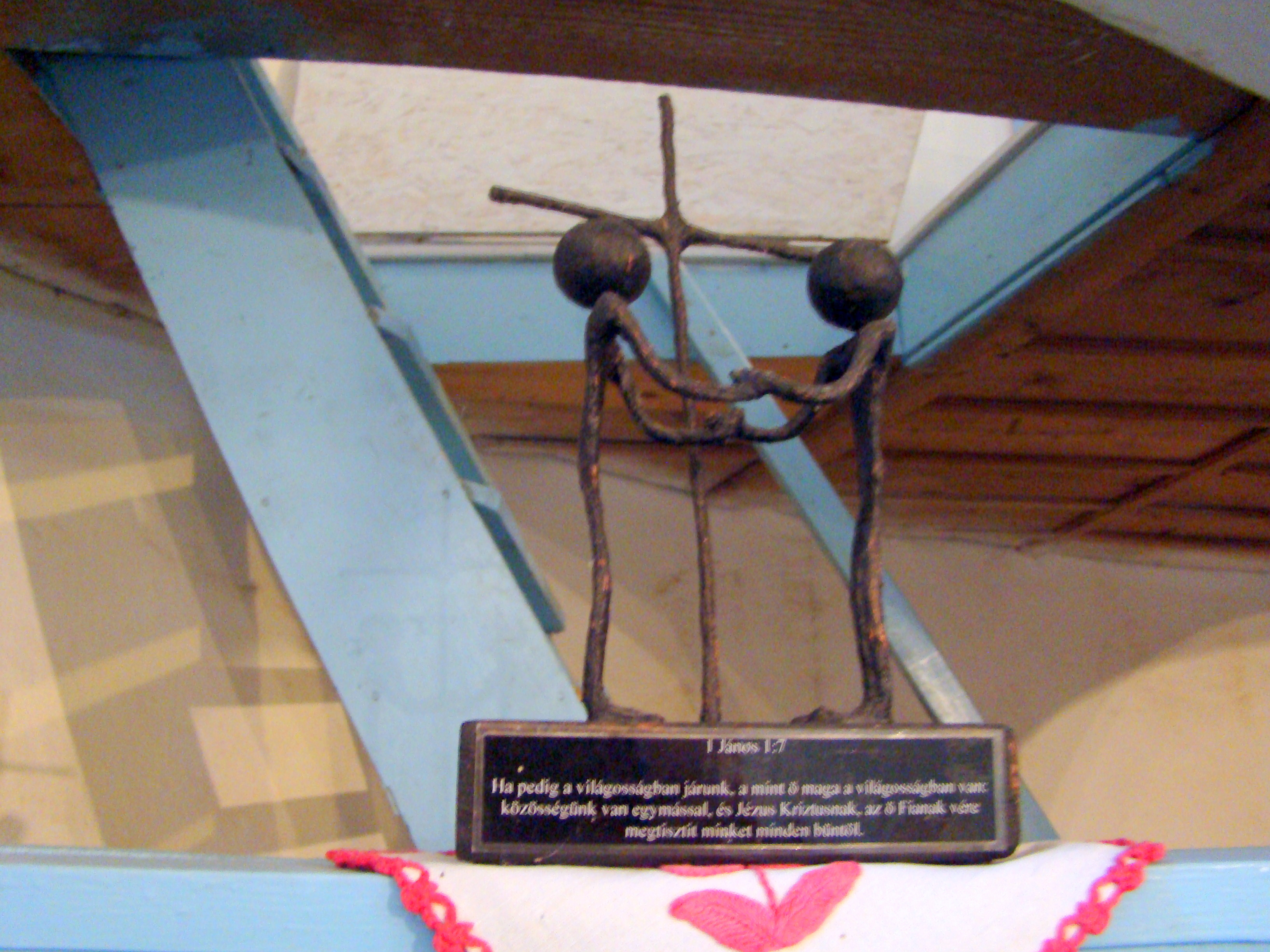
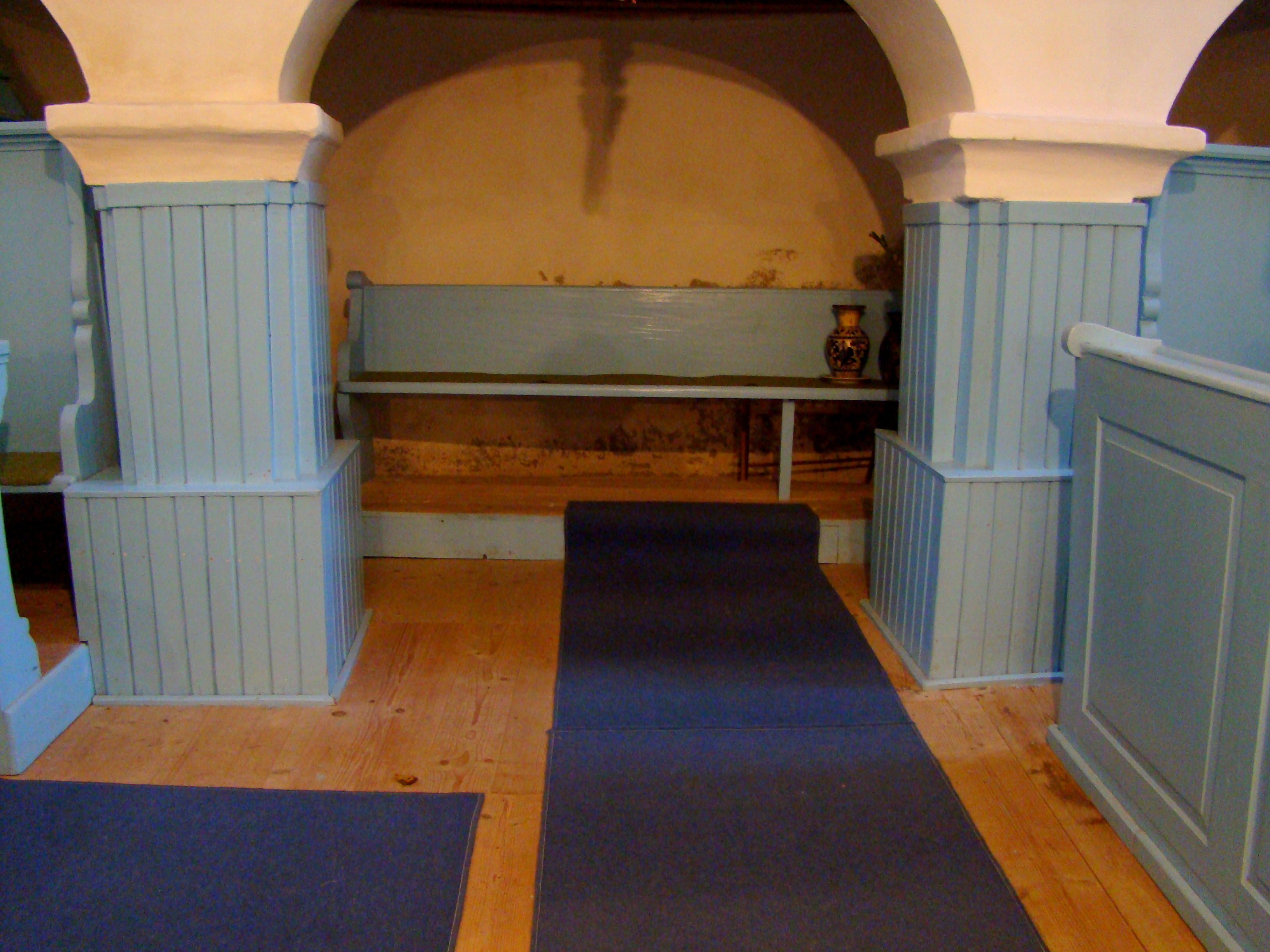

## Vezi și
- Vălenii, Mureș
- Comuna Acățari, Mureș